# 第一次英蘭戦争
本項の日付は、当時イングランドで使用されていたユリウス暦よりも10日早いグレゴリオ暦によって記載されている。
第一次英蘭戦争（だいいちじえいらんせんそう、英語: The First Angrlo-Dutch War、オランダ語: De Eerste Engels-Nederlandse oorlog、1652年 - 1654年）は、イングランド共和国（イギリス）とネーデルラント連邦共和国（オランダ）の両海軍間で争われた、もっぱら洋上を戦場とする戦争である。貿易をめぐる紛争に端を発し、イングランドによるオランダ商船攻撃によって始まったが、大艦隊の出動によって戦闘が拡大した。結果として、英海軍はイングランド近海の制海権を獲得し、オランダに対し、イギリスおよびその植民地との貿易において英本国による排他的独占を認めさせた。この戦争は、イギリス・オランダ戦争（英蘭戦争）の最初の戦いとなった。

## 背景

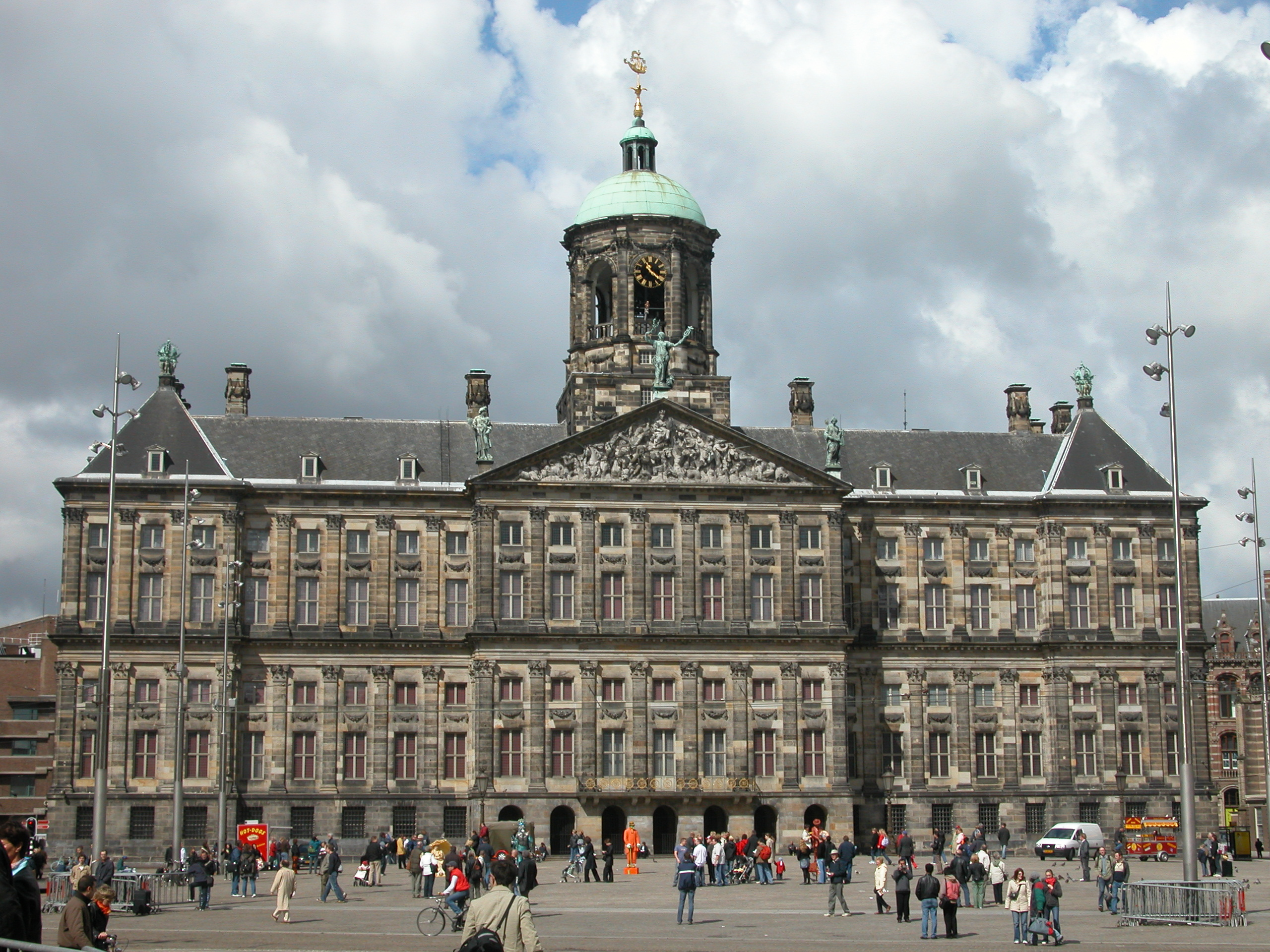
1648年より建設の始まったアムステルダム旧市庁舎（現、王宮）
----
オランダ黄金時代を象徴する建造物

16世紀、イングランドとネーデルラントは、ハプスブルク家の野心に抗して軍事同盟を結んだ。1588年のアルマダ海戦では、両国は協力してスペイン無敵艦隊（アルマダ）と戦った。八十年戦争（1568年-1648年）にあっては、イングランドは資金や軍そのものを送ってオランダ（北部ネーデルラント）を支援した。オランダ政府部内には、戦争での相互協力をより確実に調整するために、イングランド側の代表者が常置されていたほどである。1648年に終結した三十年戦争（1618年-1648年）後のスペインの国力の弱体化によって、多くのポルトガル帝国領およびスペイン帝国領植民地とそこで産出される鉱物資源とは事実上誰にでも手に入れることができるといってよかった。そして、イングランドの帝国領進出は、かつての同盟国オランダを紛争のなかに引き入れた。オランダにあっても、スペインとの講和が成立したため、急速にイベリア半島地域が主要な貿易相手として従来のイングランドに取って代わったのであり、加えて1590年来のオランダ貿易にまつわるイングランド側の遺恨も止むことなく進行していたのである。
17世紀中ごろ、オランダはヨーロッパにおいて、他のすべての国の艦数の合計をうわまわるほどの突出して巨大な商業艦隊を建設しており、これは主として海上の商取引に基づくものであった。オランダは、ジャワ島から日本にいたる海域の貿易と通商路を独占して莫大な中間利益を本国にもたらしただけではなく、ヨーロッパ諸国間の海上輸送にも手をのばし、とくに北海貿易・バルト海貿易において支配的な地位にあった。さらにオランダは旧ポルトガル領の多くを征服し、東インド諸島（現、インドネシア）やブラジルにおいてその交易のほとんどを支配し、莫大な収益をもたらす香辛料取引の権限をにぎった。そして、オランダは当時まだ小さな存在にすぎなかった英領北米植民地とイングランドのあいだの貿易にも重大な影響力をもつにいたったのである。

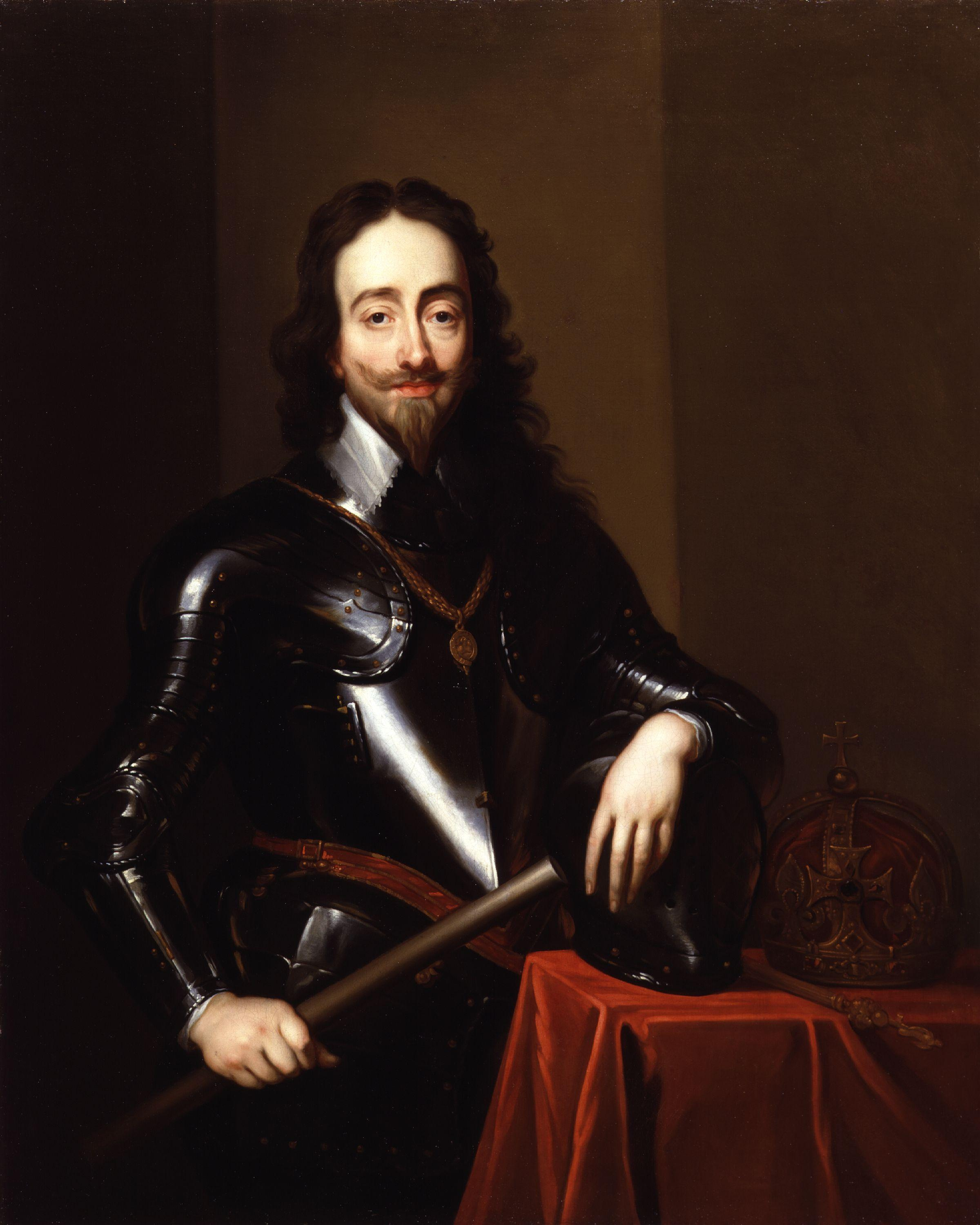
イングランド王チャールズ1世
----
清教徒革命とそれにつづくイングランド内戦の結果、打ち首となったステュアート朝の王

イングランドとオランダの間の通商貿易ないし航海における不均衡は拡大していった。その理由は第一に、イングランドにおける通商航海のシステムが物品税や関税に基づいていたのに対して、オランダの通商航海のシステムは、これらの間接税によらない自由貿易を原則とするものであったことによる。それゆえ、オランダ製品は安価で購入でき、イングランドの製品よりも世界市場において競争力を有していた。たとえば、イングランドの羊毛業者は英語を話すアメリカの港湾では手広く取引をおこなうことができても、5,000袋のうち4,000袋の売れ残りをのこしてアメリカの港を離れると考えられたのに対し、オランダ船はわずか1,000袋の売れ残りをのこしてアメリカの港を出帆できると考えられた。イングランドの伝統的な市場であったバルト海、ドイツ、ロシア、スカンジナビア半島においても、その貿易は衰えていったのである。
原因の第二は、三十年戦争終結後の、17世紀中葉におけるオランダの通商上・航海上の優位性であり、これはオランダの視点からみればスペインからの独立を勝ち取った八十年戦争の終結でもあった。戦争の終焉は、スペインによってオランダの港湾やオランダ船からの通商停止命令が解除されることを意味していた。これはオランダの貨物輸送料金と海上保険率の急速かつ恒久的な低下をもたらし、オランダ製品の価格低下に反映されたのである。それにまた、スペイン・オランダ関係の正常化によって、両国間の貿易はすぐに再開された。一方、イングランドはスペインとの貿易がまだ制限されていた。1651年、イングランドは経済的に不況状態に陥った。
オランダの通商における有利性の第三の理由は、清教徒革命勃発にともなうイングランド内戦（1642年-1651年）であった。オランダの優越に対し、イングランドは1630年以降、大ブリテン島の西海岸および南海岸に近接する狭い海域をみずからの領海として、その領有権を主張してオランダ船の自由航行を禁じたが、1642年の清教徒革命の勃発にともなう混乱に乗じ、オランダ船は以前にもましてイングランド市場に食い込んだのである。1649年、オリバー・クロムウェル率いる議会派は君主制を打倒し、国王チャールズ1世を斬首刑に処した。議会派は1651年までの間、英本国やイギリス植民地の双方で王党派との戦争状態にあった。1649年から1651年まで、ロンドンの長期議会（ランプ議会）は海戦での勝利を目指してイングランド海軍の拡充と改革を進めた。一方、内戦はイングランドの通商や輸送に大混乱をもたらしたのであった。イングランド人たちは、オランダ人が自国の内戦によって利益を得ていることを非難した。

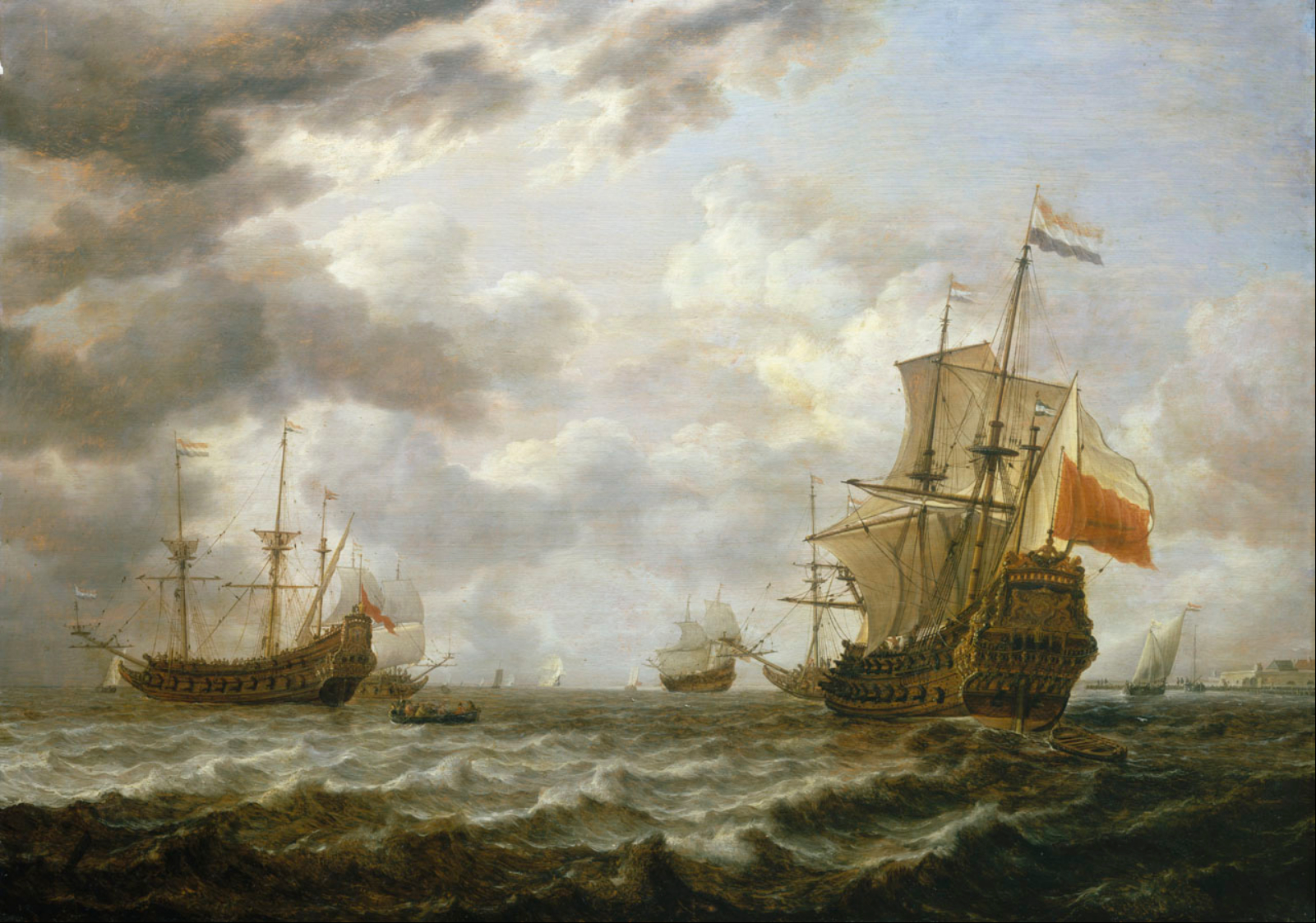
オランダ艦ブレデローデ号
----
1644年にロッテルダムで進水され、1652年にはトロンプ提督の旗艦となった船。シモン・デ・フリーヘル画。

1639年10月21日、ダウンズの戦いでスペイン艦隊の上に勝利すると、オランダの海軍力への信頼感が醸成され、1648年のヴェストファーレン条約によってスペインとの平和がもたらされると、オランダは相当程度の海軍力削減に応じた。オランダ海軍は「colleges（大学）」と称される5つの自律的な提督艦をもっていた。1648年以降にはそれぞれの「大学」が所有していた多くの船が売却された。売却された船には、オランダの マールテン・トロンプ提督自身の旗艦であるエミリア号があり、排水量600トンで銃砲57を備えていた。トロンプは新たに排水量600トンで54の銃砲をもつブレダローデ号を旗艦とした。こうした処分の結果、1652年に第一次英蘭戦争が勃発したとき、オランダ海軍にはわずか79艦しかのこっていなかった。加えて、その修理状態は芳しくなく、航海に耐えるのは50艦に満たなかった。こうしたオランダ海軍における不備は武装商船によって補われた。オランダの船は、1等艦においても2等艦においても強大な火力をもつイングランドに比べ劣っていたのである。

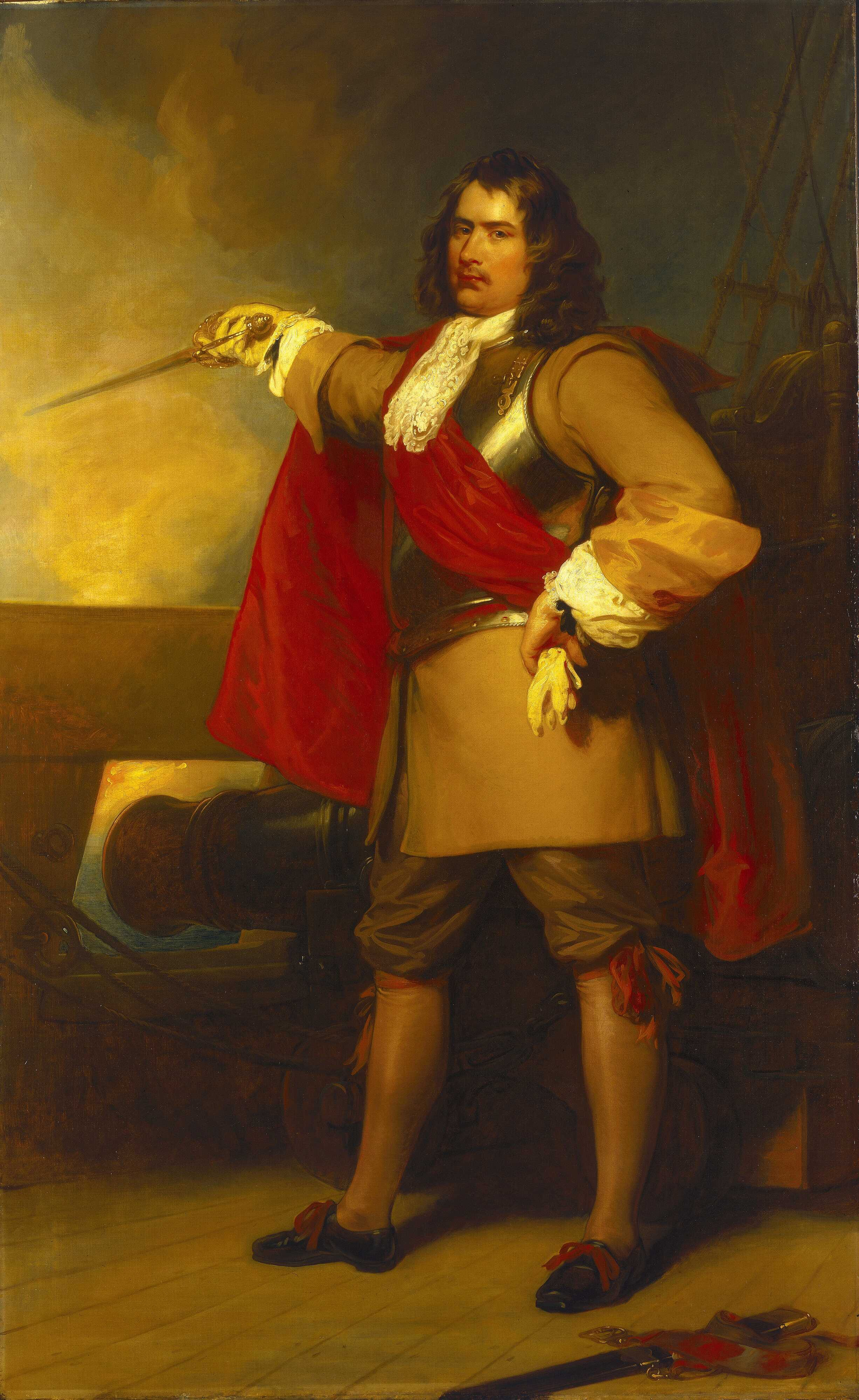
ロバート・ブレイク
----
イギリスのゼネラル・アット・シー

一方、イングランド共和国（コモンウェルズ）の海軍は当初、よりよい条件にあり、常に改良されていた。コモンウェルスは、クロムウェル軍からの物的支援および兵員の供給を受けた。クロムウェル軍は、三王国戦争（1639年-1651年）においてスコットランドやアイルランドで戦い、強力かつ実戦的な海軍によって1652年に勝利を収め、リスボン港にあったプリンス・ルパート率いる王党派の艦を海上封鎖し、さらにはヨーロッパの各港から出港する私掠船の群れから共和派の商船を守るための護衛艦システムを組織した。1650年9月24日、コモンウェルスのゼネラル・アット・シーに任じられていたロバート・ブレイクは暴風のなかポルトガル艦隊を打ち破り、ポルトガルの海軍中将を海に沈め、7隻の艦船を拿捕、さらに、ポルトガルに対しルパートの保護を中止するよう強制した。1651年には、シリー諸島、マン島、チャンネル諸島における王党派の要塞が攻略され、1652年にはジョージ・アイスキューが西インド諸島と北米におけるイングランドの植民地を回復した。イングランド海軍は1650年11月10日制定の法によって金融上安全な地位にあった。この法は、商船に15パーセントの税を課し、そのうえで分配するというもので、船団を護衛する海軍の基金として使用されるべきものとされた。1649年から1651年までの3年間でイングランド議会は英国海軍をおおはばに拡充・改良した。オランダ海軍トロンプ提督の新しい旗艦「ブレデローデ」は同海軍最大の船であった。しかし、イングランドは「ブレデローデ」よりも火力に優れた船を18隻も保有していた。イングランド人たちは、オランダ人たちよりも弾薬（焼玉式焼夷弾）を遠距離から敵に向けて砲撃して命中させ、より多くの損害を相手にあたえることができた。
さらに、イングランドはオランダ商船隊の東方への通路を押さえていた点でもオランダに対し有利であった。

## 英蘭間の政治的緊張

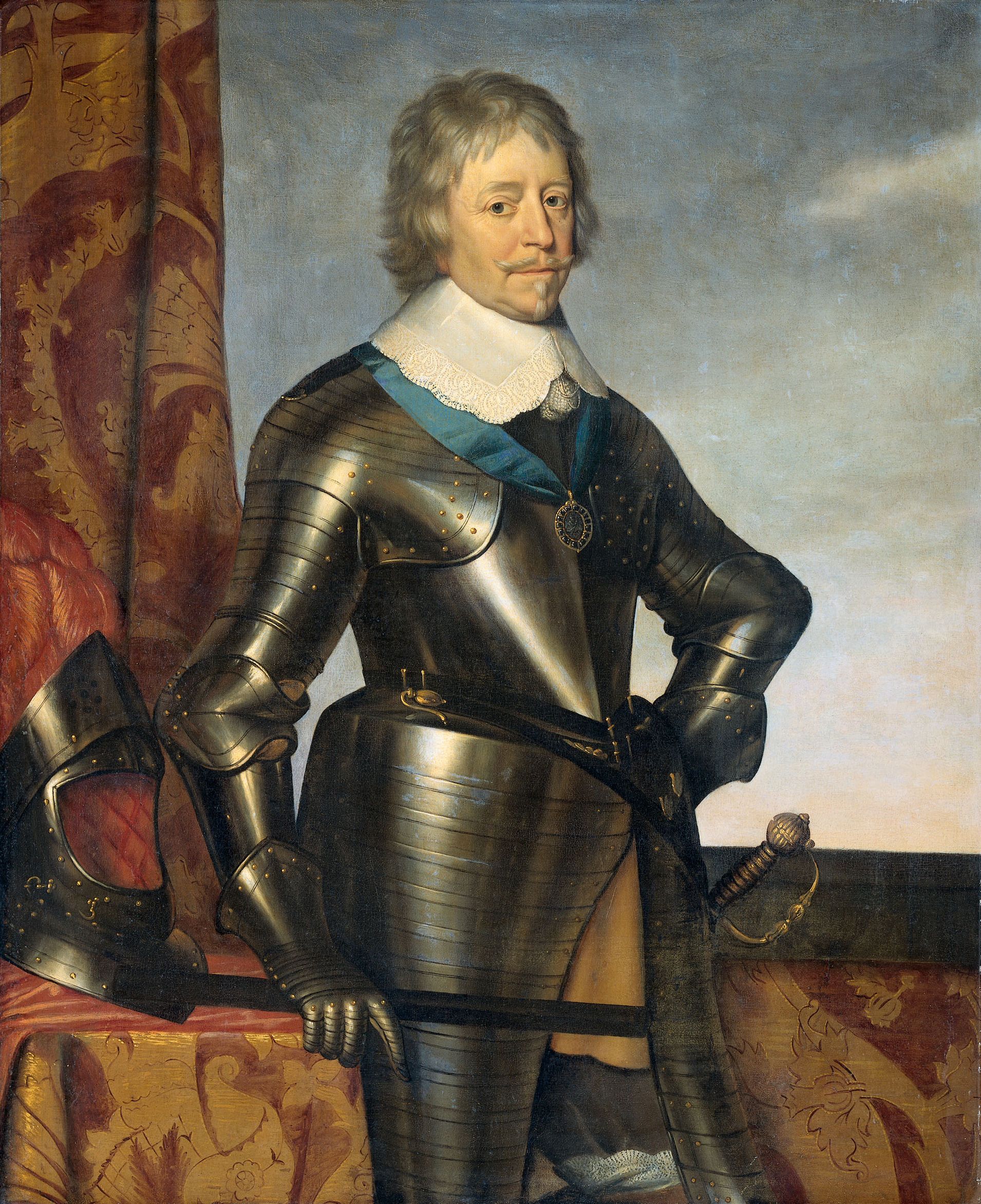
オラニエ公フレデリック・ヘンドリック
----
イングランド王チャールズ1世とは子息を通じて姻戚関係にあった。

1642年から始まったイングランド内戦中、オランダ総督のオラニエ公フレデリック・ヘンドリックは、その家族的な結びつきからチャールズ1世に財政的な支援をあたえており、それはオランダの強力な軍隊がまさにイングランドに介入しようという瀬戸際にあったほどである。ヘンドリックの子息ウィレムは、1641年にチャールズ1世の娘メアリー・ヘンリエッタ・ステュアートと結婚していた。ウィレム（ウィレム2世）は、フレデリック・ヘンドリック死去後の1647年3月、21歳の若さでオランダ州総督として就任した。1649年1月、イングランド王チャールズが斬首されたとき、オランダ人（ことにオラニエ家の人びと）は国王殺しの大逆罪におおいに憤慨した。その結果、清教徒革命の指導者オリバー・クロムウェルは、オランダ共和国の敵とみなされたのである。

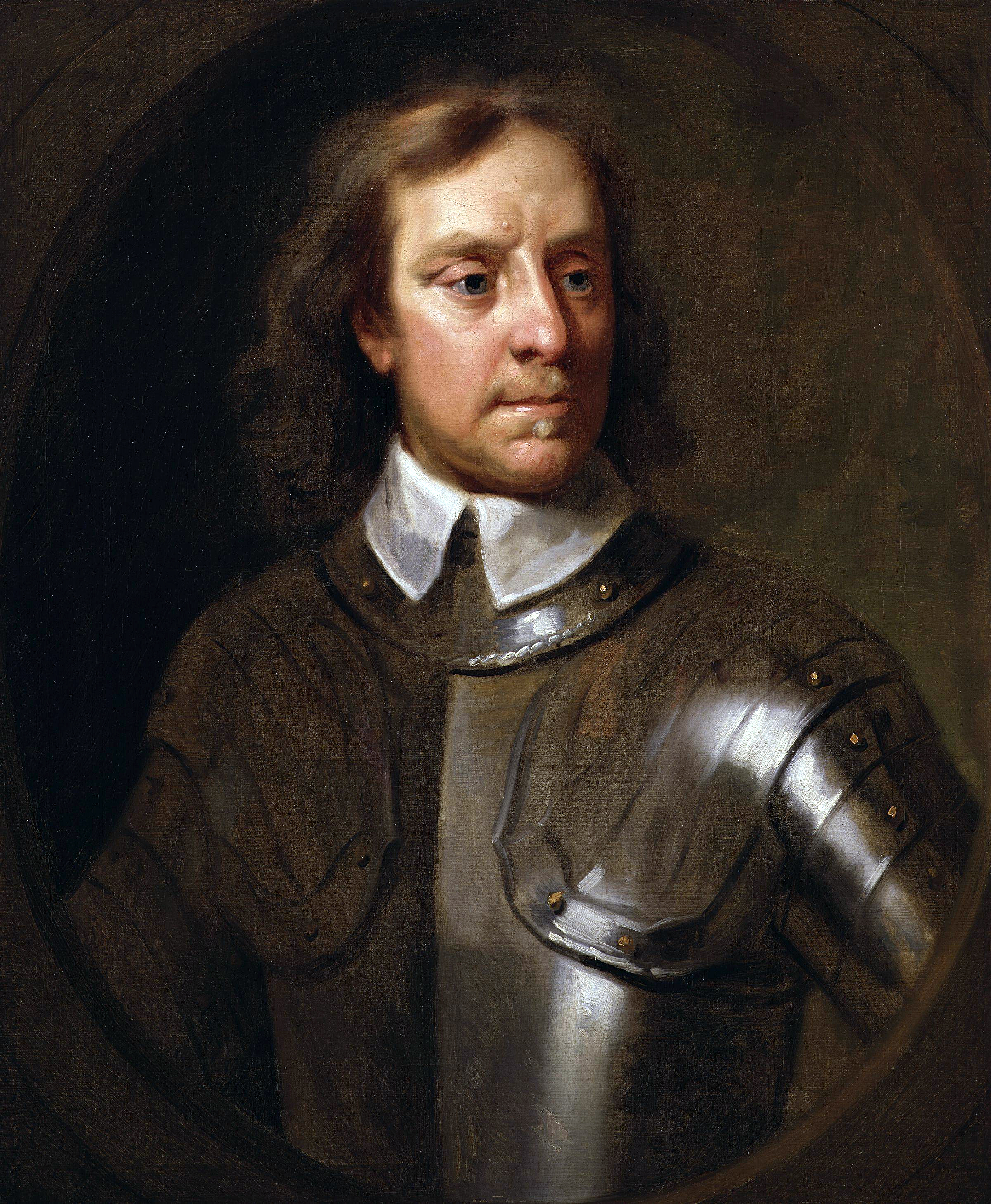
護国卿オリバー・クロムウェル
----
サミュエル・クーパー画。

にもかかわらず、イギリスとオランダとは多くの点で共通するものをもっていた。いずれも共和政国家であり、宗教的にはプロテスタントであった。イングランドの王党派がオラニエ家を頼りにしていたのに対し、議会派の方は同じ改革派の国としてオランダにおおいに期待しており、王党派の追放を強く求めた。オランダとしては思わぬ板挟みのかたちになった。しかし、ウィレム2世は総督となるや、君主制への野心を満たそうとした。亡父フレデリック・ヘンドリックは軍事独裁を確立することによっていつでも君主制に移れるよう試行していた。州総督および陸海軍最高司令官としてオランダを率いたフレデリック・ヘンドリックは、対スペイン戦で大きな戦果をあげてオラニエ家の威信を内外に高めたが、一方ではフランス風の宮殿を造営して宮廷生活を送り、スチュアート家やブランデンブルク選帝侯はじめドイツの諸侯とのあいだに姻戚関係を結ぶなど王朝的外交を展開していた。オラニエ家はそれまでオランダが掲げてきた連邦共和政の原理から乖離していった。ウィレム2世は、岳父であるチャールズ1世が処刑されるやスチュアート朝復活に向けて公然と活動を開始した。このとき、ウィレムに対し抵抗の意思の強いホラント州（中心はアムステルダム）は、クロムウェルの支援を求めて、漠然とではあるがホラント州がコモンウェルス（イングランドの共和国連邦）に参加する可能性があることを彼に申し入れた。オランダ国内では、オラニエ派と反オラニエ派の内訌が激しさを増していった。ウィレム2世は1650年7月、反オラニエ派の有力者ヤーコブ・デ・ウィット（ヨハン・デ・ウィットの父）をルーヴェステイン城に拘束したり、同族にあたるフリースラント州総督ウィレム・フレデリック（ナッサウ=ディーツ侯）と手を結んでアムステルダムを包囲したこともあった。
1651年、航海条例がイングランド議会を通過し、「イングリッシュ・ボトムス（"English bottoms"）」すなわちイングランド船を用いて出荷されない限り、アメリカのイングランド植民地との貿易が制限されるようになった。実際に、世界中のどこからでもイングランドないしその植民地の港に運ばれる荷物はイングランド船で搬送されなければならない、としたのである。そしてまた、航海条例は、チャールズ1世とつながり王党派に共感を示すイングランド植民地との全取引を禁止した。航海条例の諸規定を受け入れることは、オランダ人からはオランダ貿易がイングランドの貿易システムに従属するものとみなされた。これはオランダの誇りを侮辱し、オランダの中継貿易とオランダ経済に打撃をあたえるものであったが、戦争の真の原因は、オランダ船の輸送に対するイングランドの海軍や私掠船の行動であった。1651年、オランダの商船140隻が公海上で押収された。1652年1月にはその1か月だけで他のオランダ船50隻が拿捕され、イングランドの諸港に連れ去られた。ネーデルラント連邦共和国の議会（スターテン・ヘネラール）からイングランドに向けられた抗議は無駄に終わった。イングランド議会はこれらオランダ船舶の奪取を抑えようとする傾向を何ら示さなかったのである。

## 「大会議」と英代表団のハーグ派遣

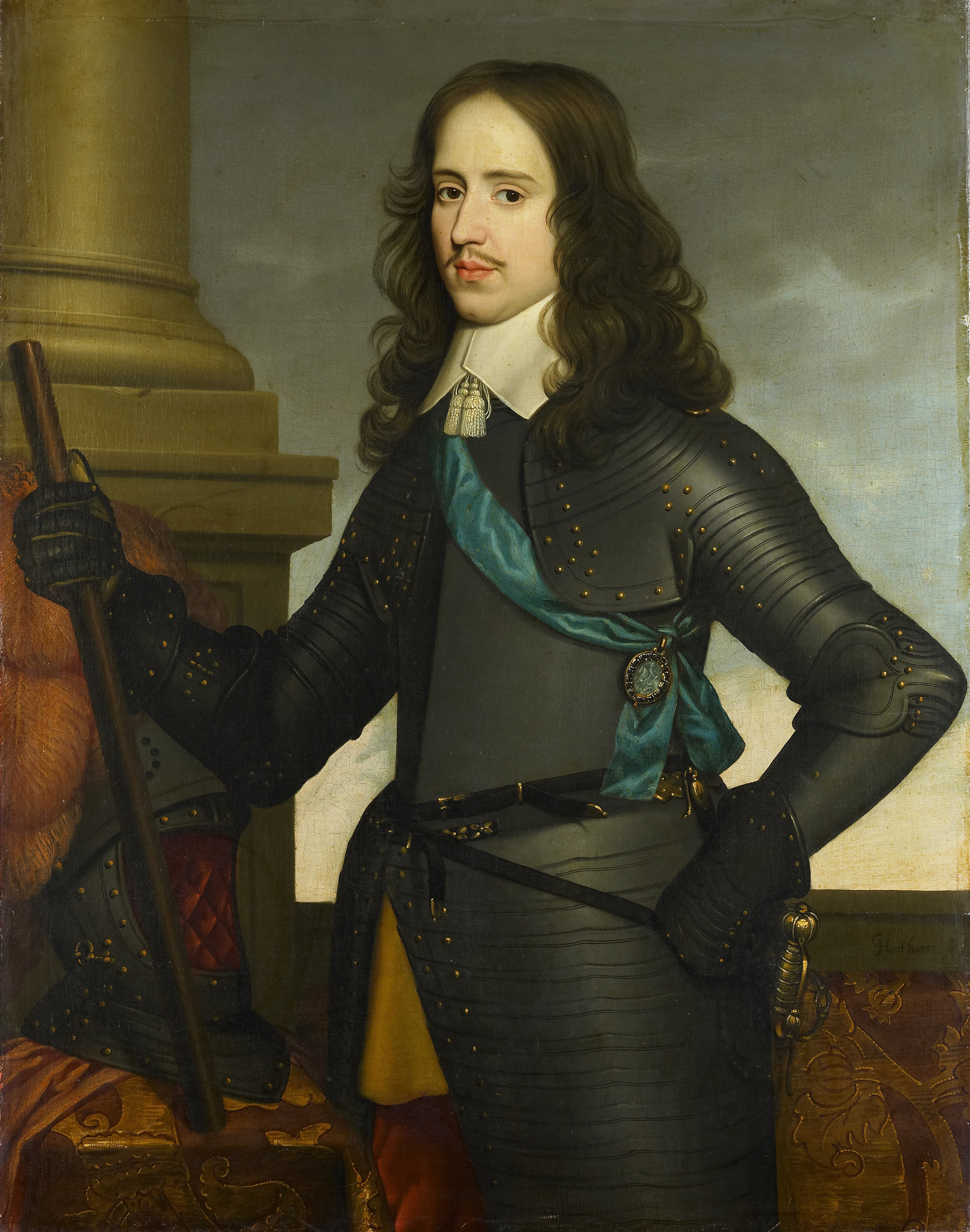
オランダ総督オラニエ公ウィレム2世

1650年11月6日、共和国連邦の総督ウィレム2世が24歳の若さで突然死去した。死因は天然痘であった。彼は1647年に総督に選ばれて以来、オラニエ家出身のたいへん人気のある貴公子であった。しかし、総督在任中のウィレムは、自身の政策に対するオランダ各州の共和派の不満が高まっている事実に直面していた。共和派の人びとは、そのほとんどがオランダの現状を「オランダ総督による統治」というよりは「オラニエ家の君主による支配」とみなしていた。共和派の勢力は特に東方貿易で大規模な商業を展開しているホラント州において強力であった。ウィレム2世に抵抗するため、共和派はオリバー・クロムウェルからの支援を求めた。ウィレム2世の死去8日後に長男ウィレム（3世）が生まれたものの、父子2代にわたる王朝的野心は挫折を余儀なくされた。そして、ウィレムが死去した今となっては、共和派はいっそう政治的に強力な立場に立ち、もはや総督に抗するためのクロムウェルからの援助をさほど必要としなくなっていた。

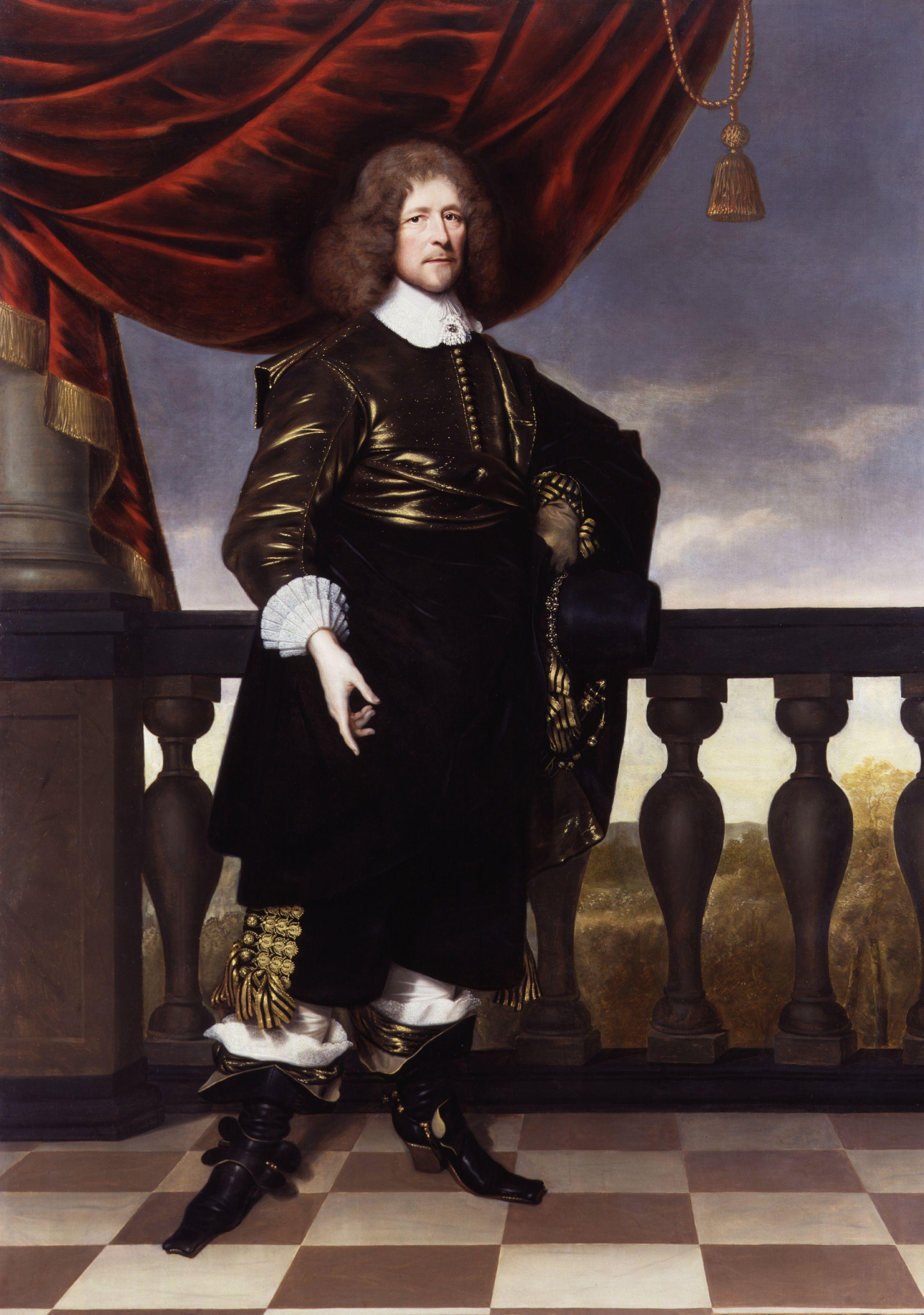
イングランド代表団を率いたオリバー・シンジョン

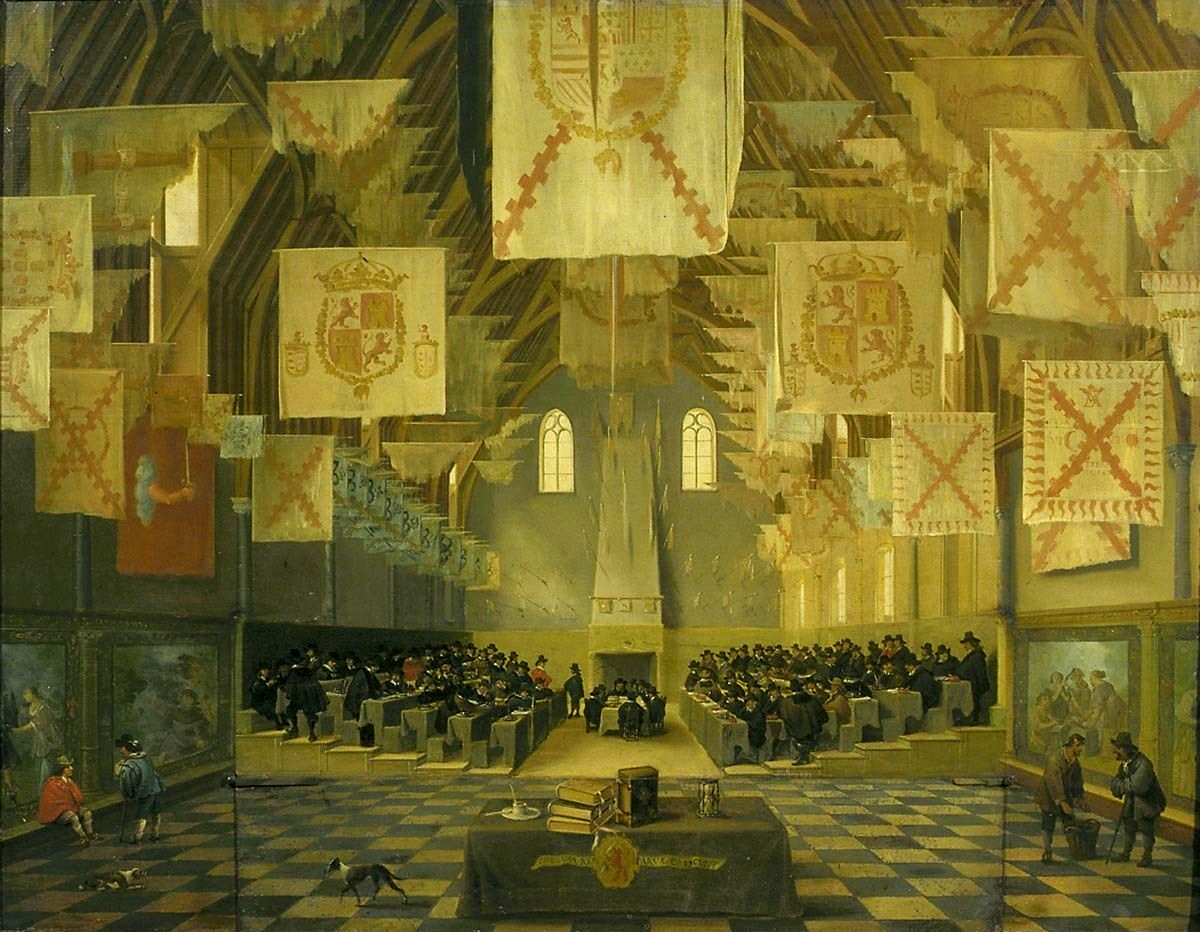
ビネンホフ大ホールにおけるスターテン・ヘネラール（オランダ、ハーグ）の「大会議」
----
1651年、ディルク・ファン・デーレン画。

ホラント州を中心とする反オラニエ派は態勢を立て直すために、1651年1月連邦議会とは別に各州の全権代表をハーグに招集して、特別の「大会議」を開いた。8月までつづくこの会議でホラント州は、今後は州総督をおかないこと（ただし北部の2州は除く）、陸軍最高司令官も任命しないこと、また陸軍については7州が権限と責任を保有することを提案し、最終的にはこれらの事項が全会一致で承認された。これにより、オラニエ家の勢力は大きくそがれることとなり、無総督時代をむかえたオランダは、各州の主権が大幅に強化され、少数の有力な都市貴族（レヘント）がそれぞれの都市で寡頭支配を展開する「真の自由の体制」と称される政治体制が成立した。
1651年1月28日にスターテン・ヘネラール（オランダ議会）がイングランドの革命政府（コモンウェルス）を公式に承認したとき、彼らはこれが2か国の間に存在するすべての懸案を完全に解決すると考えられた。ところが、1651年3月7日、クロムウェルから派遣された246人の大代表団がハーグに到着したことで政治的な混乱がもたらされた。代表団はオリバー・シンジョン卿を首班とし、スコットランドがイングランドと合邦したように、オランダ共和国自体とコモンウェルス（イングランド）との連合が可能かどうか交渉するために派遣されたのであった。クロムウェルは、イングランドとオランダの合併にかかわる当初の提案を非常に真剣に受けとめていた。「大会議」がオラニエ家排除の方向を打ち出したことによって、単一のプロテスタント共和国が俄然可能性を帯びたものとして映じたのである。会見は礼儀正しくおこなわれ、英国代表団は最初の提案を実現させるため、オランダ人たちにこれを委ねた。オランダ人たちはその首尾一貫した姿勢に驚愕し、そして困惑した。
1か月にわたる協議が暗礁に乗り上げた後、イングランド代表団は、世界を2大勢力範囲に分割するクロムウェルの計画を明らかにした。それは、オランダ人がアフリカとアジアを支配する代わりに、イングランド人が南北アメリカをスペイン人たちから取り上げ、ここを征服することに対しオランダ側が手助けをするというものであった。クロムウェル自身は、同じ新教国であるオランダとの戦争を必ずしも望んではいなかった。彼はイングランドに利益をもたらす帝国が英国自身に付与されることによって、植民地をめぐる競争が緩和されることを望んだのである。しかし、オランダ人たちはそれを不合理で壮大な計画とみなした。その計画は、スペインに占拠されていた南部ネーデルラント（現、ベルギー）との間に、ほとんど利益の望めない、そしてまたオランダにとっては多くの出費をともなう新たな戦争を確実に引き起こすだけであると見なされたのである。7州代表による討議後の6月24日、オランダ人たちは36箇条の反対提案を作成した。彼らは、自分たちが世界征服のための戦争に巻き込まれることなく、イングランド人たちにとってもこれが合意可能であることを望んだ。その提案は本質的に自由貿易協定であった。イングランド代表団を怒らせるものは本来何もなかった。イングランド人たちが自由貿易体制下ではオランダ人たち相手に太刀打ちできず、それが両者の対立の中心をなしているということこそ、厳然たる事実だったのである。イングランド人たちはオランダ側からの反対提案を故意にもとづく侮辱であると解釈した。

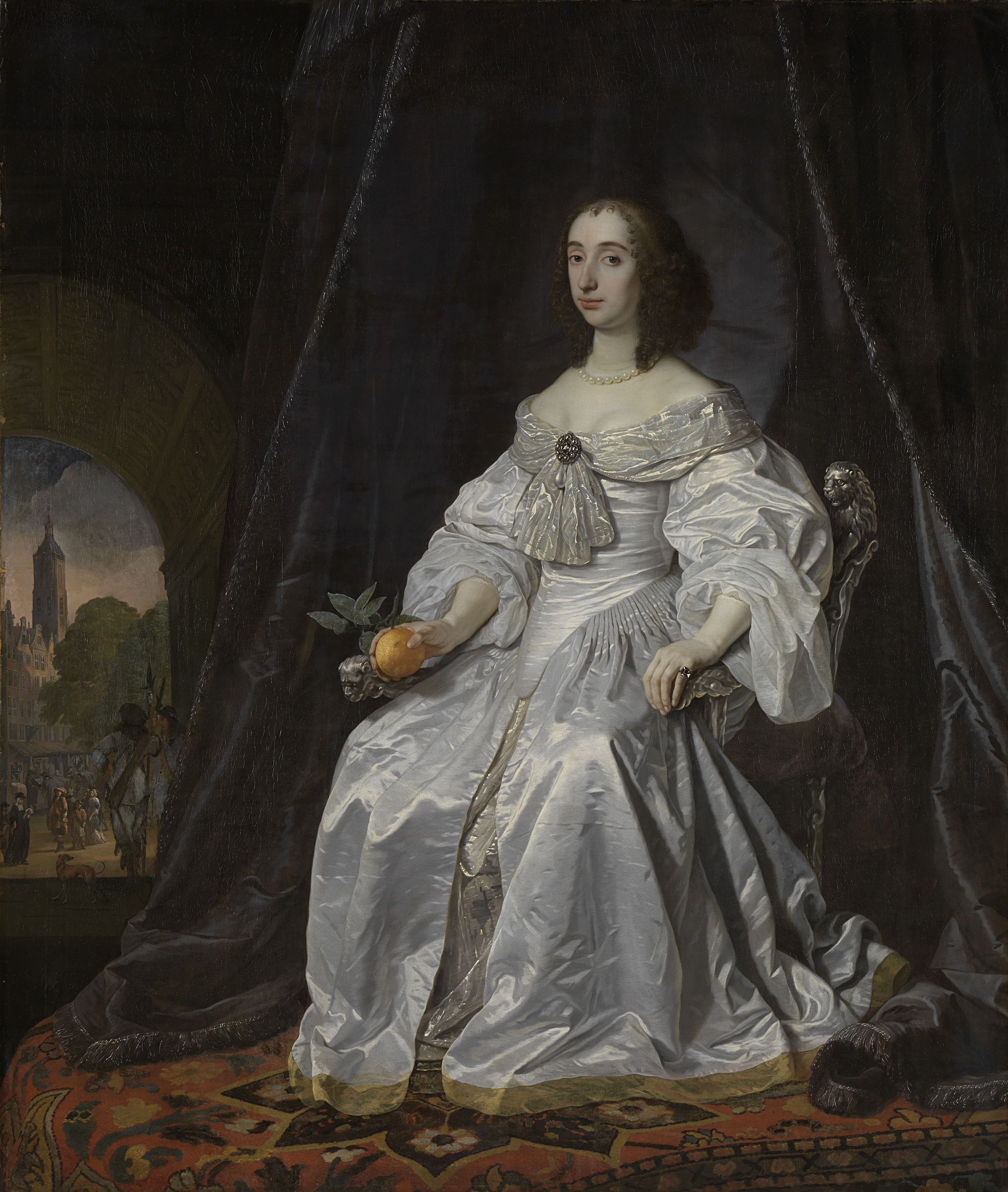
メアリー・ヘンリエッタ・ステュアート
----
1652年、バルトロメウス・ファン・デル・ヘルスト画。

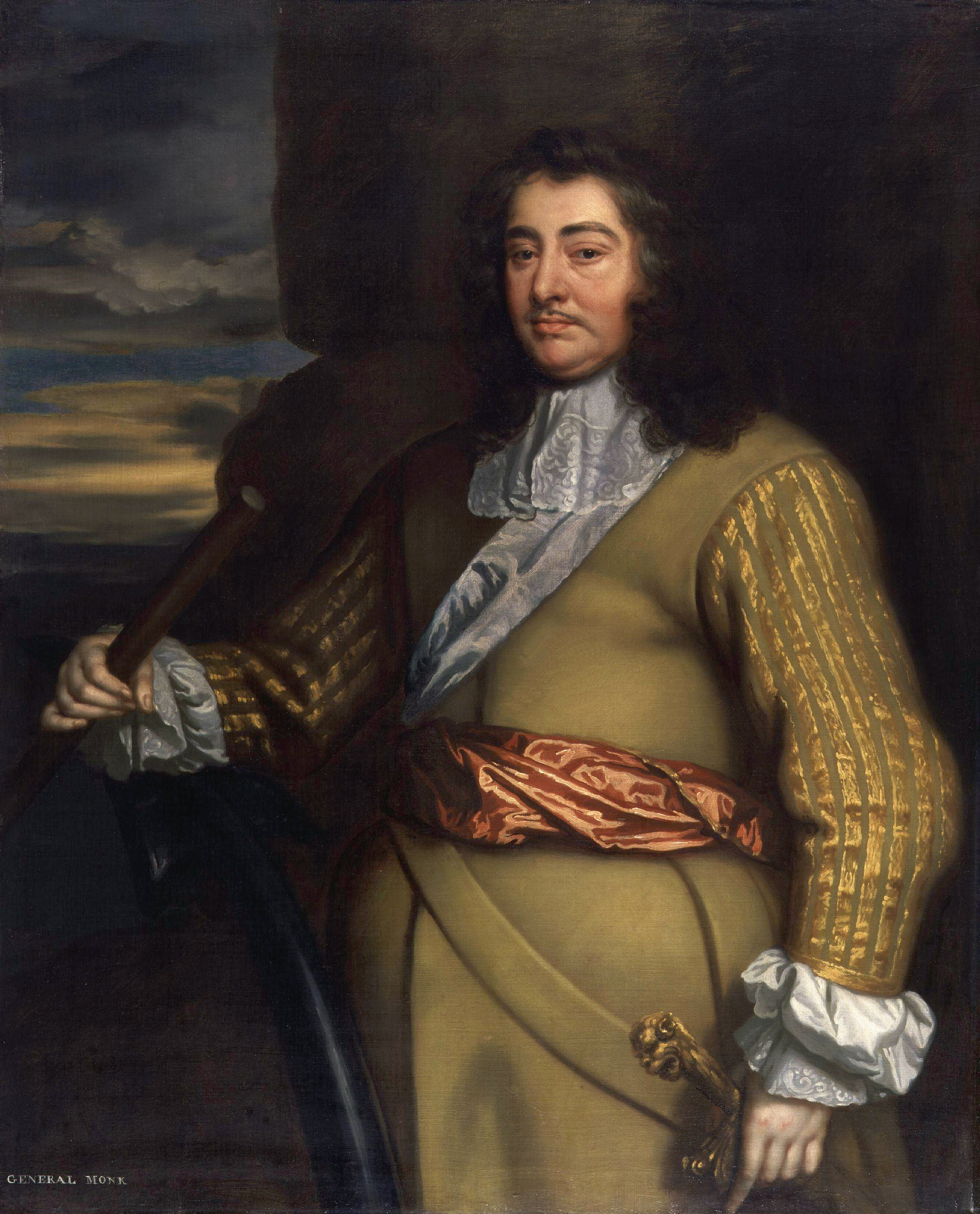
初代アルベマール公ジョージ・マンク
----
1666年、ピーター・レリー画。

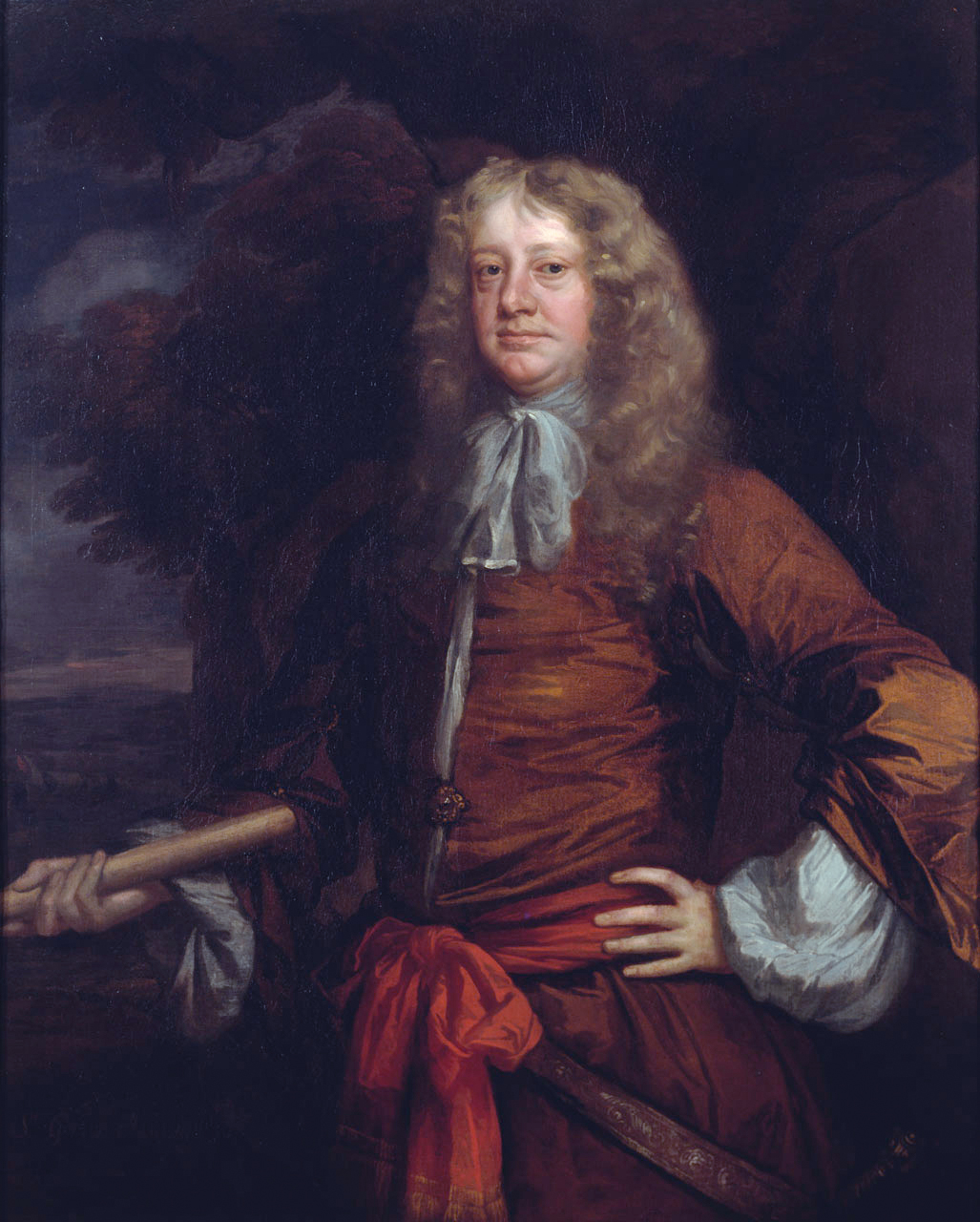
ジョージ・アイスキュー
----
1665年-66年、レリー画。

その間、他の一連の出来事がオランダに対するイングランド代表団の憎しみを確信させるまでに至った。ハーグには、ウィレム2世の若き未亡人で英王チャールズ1世の娘メアリー・スチュアートの邸宅があった。彼女がこの町にいることによって、スコットランドにおいて彼女の兄チャールズ（のちのチャールズ2世）を相手に戦わなかった英国の亡命貴族の大半がハーグに集まった。こうして、ハーグの町はイギリス王党派の砦となった。そしてまた、ハーグは長い年月にわたってオランダ総督の位にあったオラニエ派の拠点でもあった。イングランド使節団のメンバーはすべてクロムウェルの共和政の支持者であり、イギリス王党派および「拡大されたオラニエ派」（実態は、王党派に雇われた都市在住オランダ人暴徒）による襲撃を恐れ、彼らは武装した護衛のもとでようやく下宿先から外出できるような有り様であった。それと同時に、ホラントおよび西フリースラント州の共和派からの援助もまた期待できなかった。彼らは、治安を回復しようと試みた結果としてイングランドの各党派がオランダで暴動を起こすことを恐れたのである。
イングランド代表団はひどく失望し、6月の最終週、帰国の途についた。そして、オランダ人たちが信頼するに足らないこと、オランダ連邦はオラニエ党の管理下にあること、したがってイングランド共和国の安全にとって同国が脅威であることをクロムウェルに対し報告した。

## 戦争の勃発

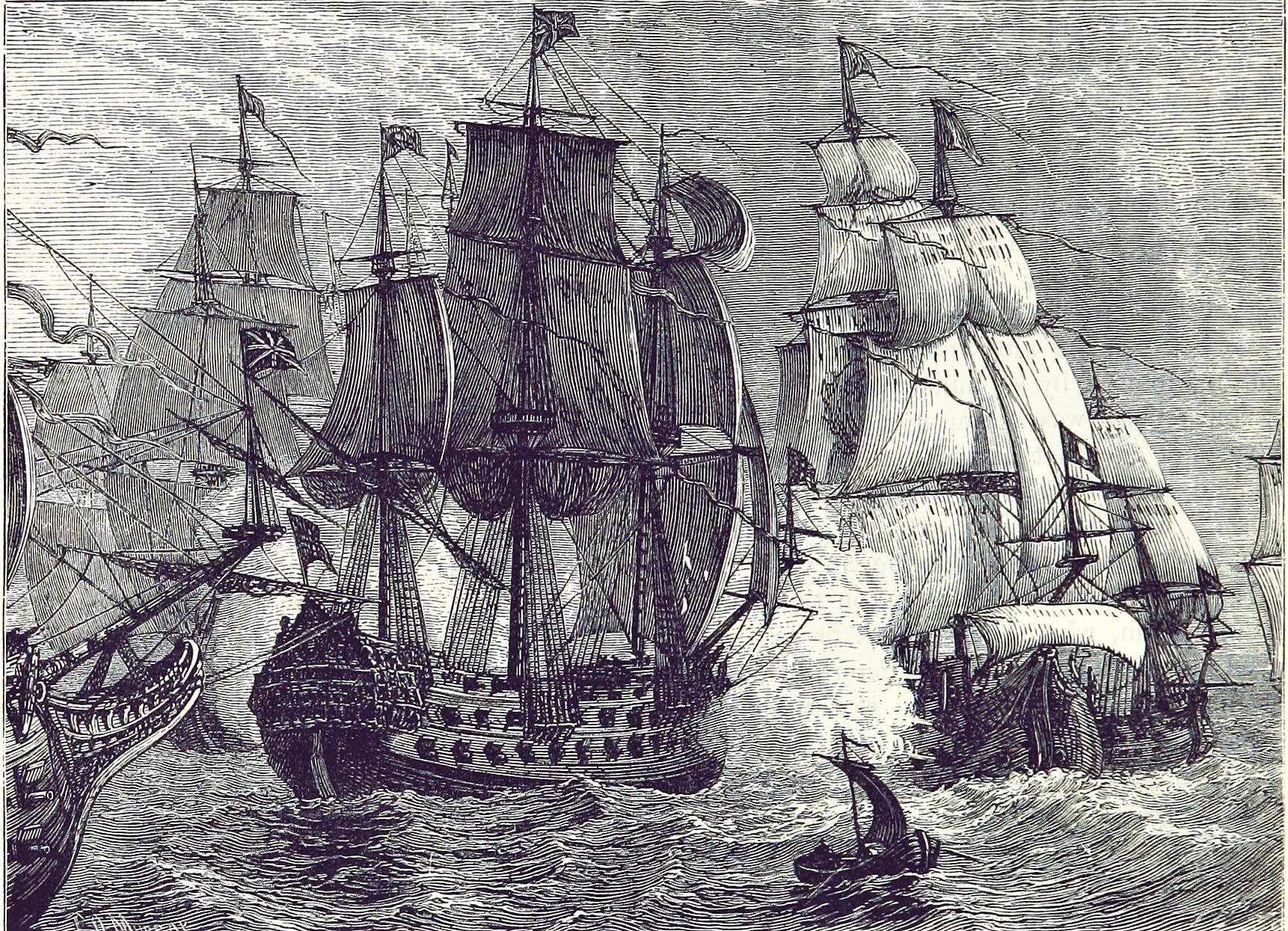
グッドウィン・サンズの戦い

ルイ14世の統治するフランス王国がイングランドの王党派を支援したため、イングランド共和国（コモンウェルス）は、フランス船やフランス商品を積載した中立国の船に対する私掠免許を交付した。この免許状は中立国の船を臨検する権利を保証するものであり、そして当時、海上にある大部分の中立船はオランダのものであった。ランプ議会はハーグにおけるイングランド代表団に対する処遇に憤っており、その一方で1651年9月3日のウスターの戦いではチャールズ2世率いる王党派に対する勝利で勢いづいていた。そして上述のとおり、ランプ議会は1651年10月、初の航海条例を可決した。これは、イングランドの船と生産元の国の船だけがイングランドに商品を輸入できるとした命令であり、イングランド本国とその植民地の貿易を直結させることをねらいとしており、ロンドン商人らによって支持された。この措置は、上記のとおり、貿易に多くを依存するオランダ船による輸送と中継貿易を妨害することを目的とし、しばしば、単に彼らの船に乗りこむ口実として使われた。いみじくも将軍ジョージ・マンクがこう述べている。「オランダ人たちはあまりに多くの貿易取引にたずさわっており、そして、イングランド人は彼らからそれを奪うことを決意している」と。オランダ側は1651年12月、急遽ロンドンに使節団を派遣し、航海条例の撤回とオランダの年来の主張であった「自由航行、自由貿易」の原則の確認を求めたもののイングランドによって拒否されてしまった。
イングランド共和国政府によって強制された通商停止措置に違反してバルバドス植民地の王党派と取引している27隻のオランダ船は、1652年前半、ジョージ・アイスキューによって拿捕され、オランダ商人の間では動揺がいっそう広がった。1651年10月から1652年7月にかけて、100隻以上の他のオランダ船がイギリスの私掠船によって捕えられた。さらに、海軍の費用で軍の拡張を支持していたオランダ総督ウィレム2世の死は、連邦の防衛政策に一大変化をもたらし、アムステルダムとロッテルダムにかかわる巨大な取引を保護する方向に進んだ。すなわち、オランダ政府は1852年3月3日、敵対的なイングランドの行動に対して効果的な哨戒と護衛とを実現するため、150隻の商船を借り上げ、これらを武装させることによって大艦隊の編成を可能たらしめることと決したのである。
この決定のニュースは1652年3月12日にロンドンに到着し、イングランドに対する挑発と受けとめられてコモンウェルス側も戦争に備え始めた。イングランドとしては、オランダ艦隊司令官にマールテン・トロンプがいることも不信感の種であった。トロンプはオラニエ家の信奉者であるうえ、1639年のダウンズの海戦でスペイン艦隊を壊滅させ、1642年にはネーデルラントに向かうイングランド商船を拿捕し、1648年にはイングランドを脱出する王党派の船を護衛するなど、イングランド人たちが自らの領海と考える海域にしばしば侵入する常習者とみなされていたからであった。しかし、英蘭両国はいずれも準備ができていなかった。
1652年5月29日、ドーバーにほど近いイギリス海峡においてマールテン・トロンプとロバート・ブレイクの艦隊とが、もしも不幸な出会いをしなかったらば、戦争はもっと遅く始まったかもしれない。クロムウェルの条例は、イングランド人が長いあいだ主張してきた古代の権利を復活させたのであり、イングランドの旗に敬礼し、また、旗に対して軽くひざを屈することを北海ないしイギリス海峡を航行するすべての外国艦隊に要求した。しかし、トロンプがこれに応じるのが遅れたため、ブレイクはすぐさま砲撃を開始した。こうしてグッドウィン・サンズの戦い（ドーバー海戦）が始まった。トロンプはこの衝突で2隻の船を失ったものの、その船団は安全に護送された。オランダのニシン漁を破壊する命令を受けたブレークは艦隊を北上させ、シェトランド諸島近海で操業中のオランダ漁船団を攻撃、護衛についていた軍艦12隻を拿捕し、漁船100隻以上を撃沈または拿捕した。ロンドンではオランダ大使が戦争回避のために交渉を求めていたが、トロンプの行動が問題となって最初から望みは薄かった。ここに、第一次英蘭戦争が宣戦布告のなされないまま、偶発的な衝突によって始まったのである。

## 各地の戦争行動

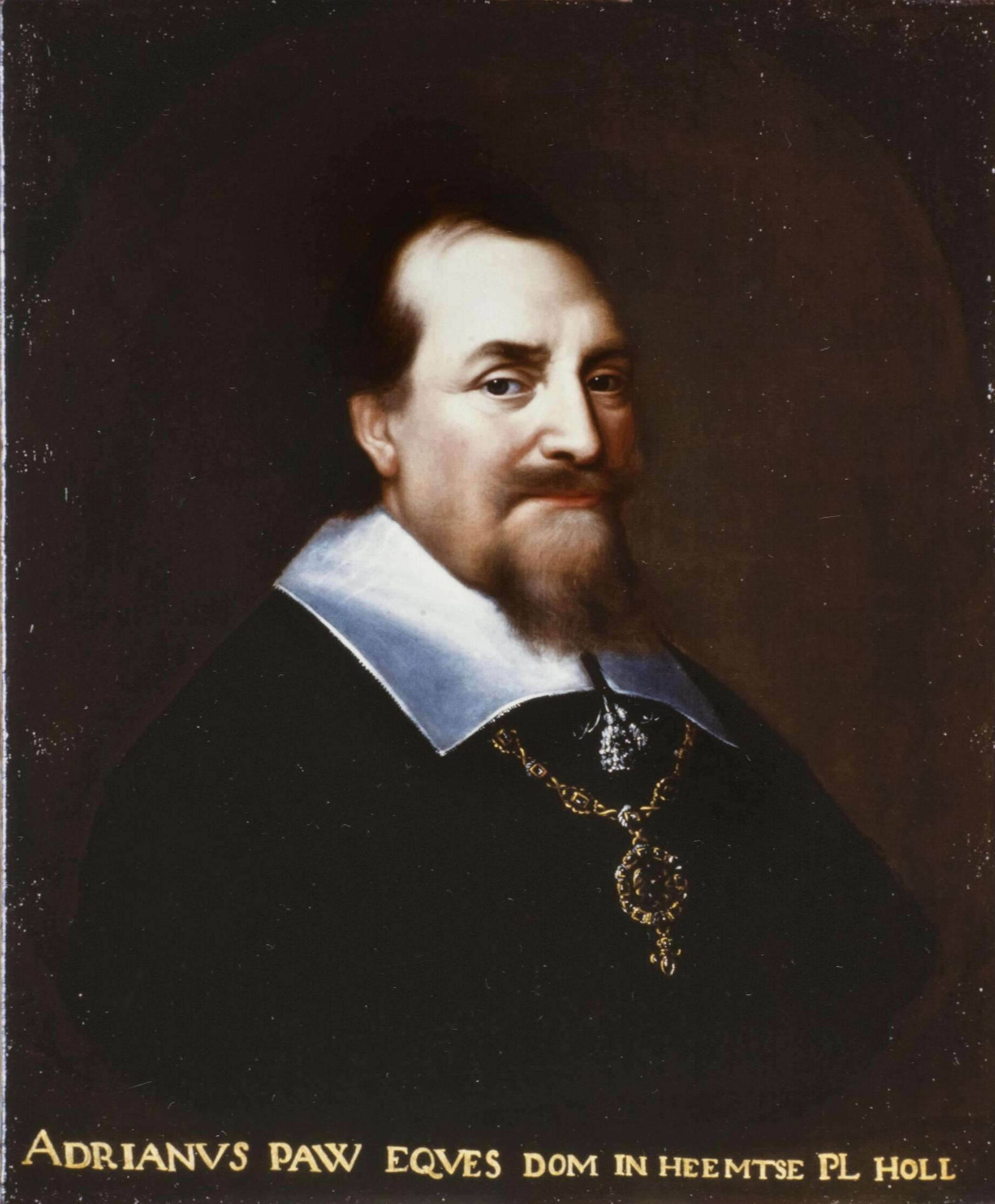
アドリアン・ポー

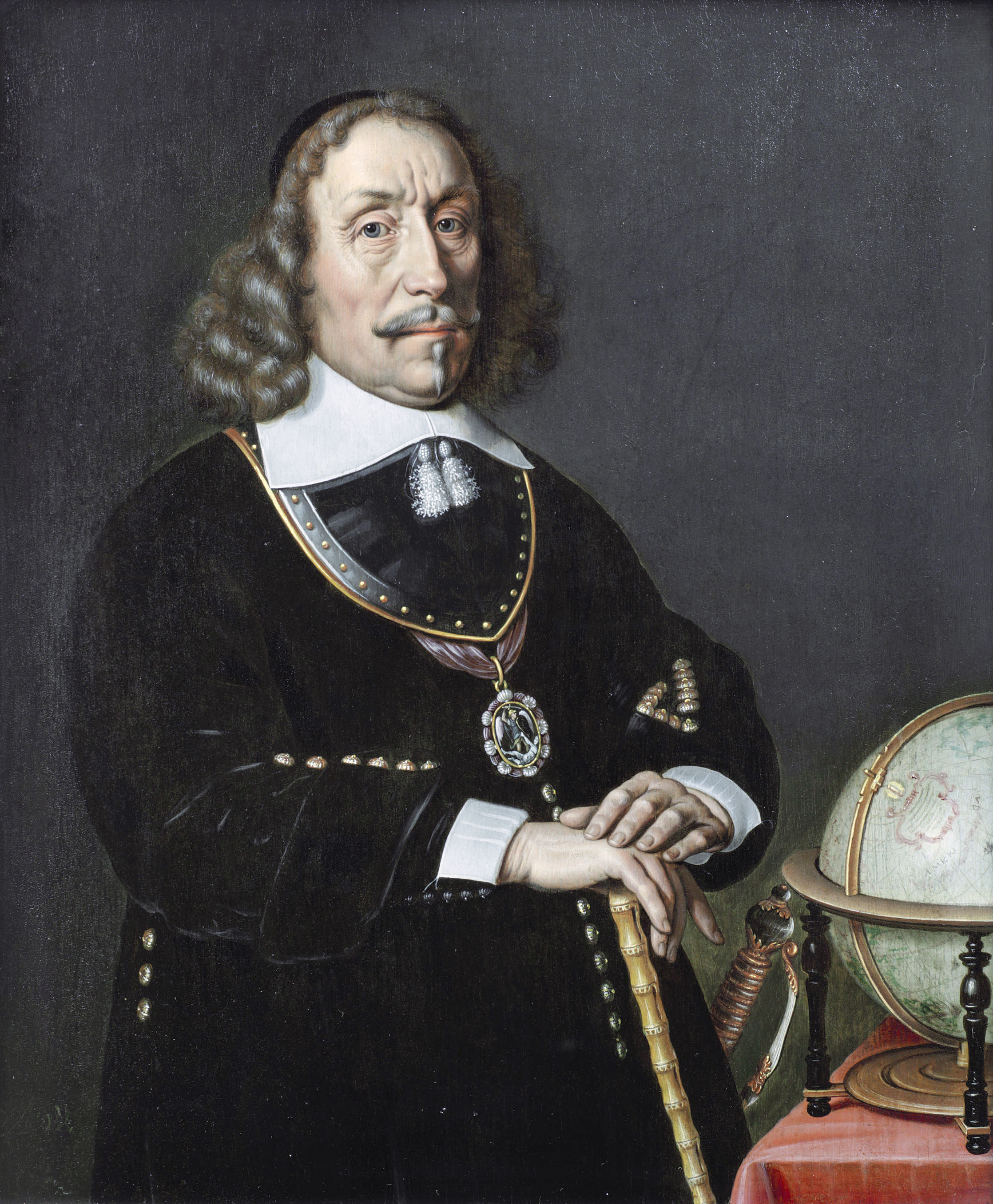
ウィット・デ・ワイズ

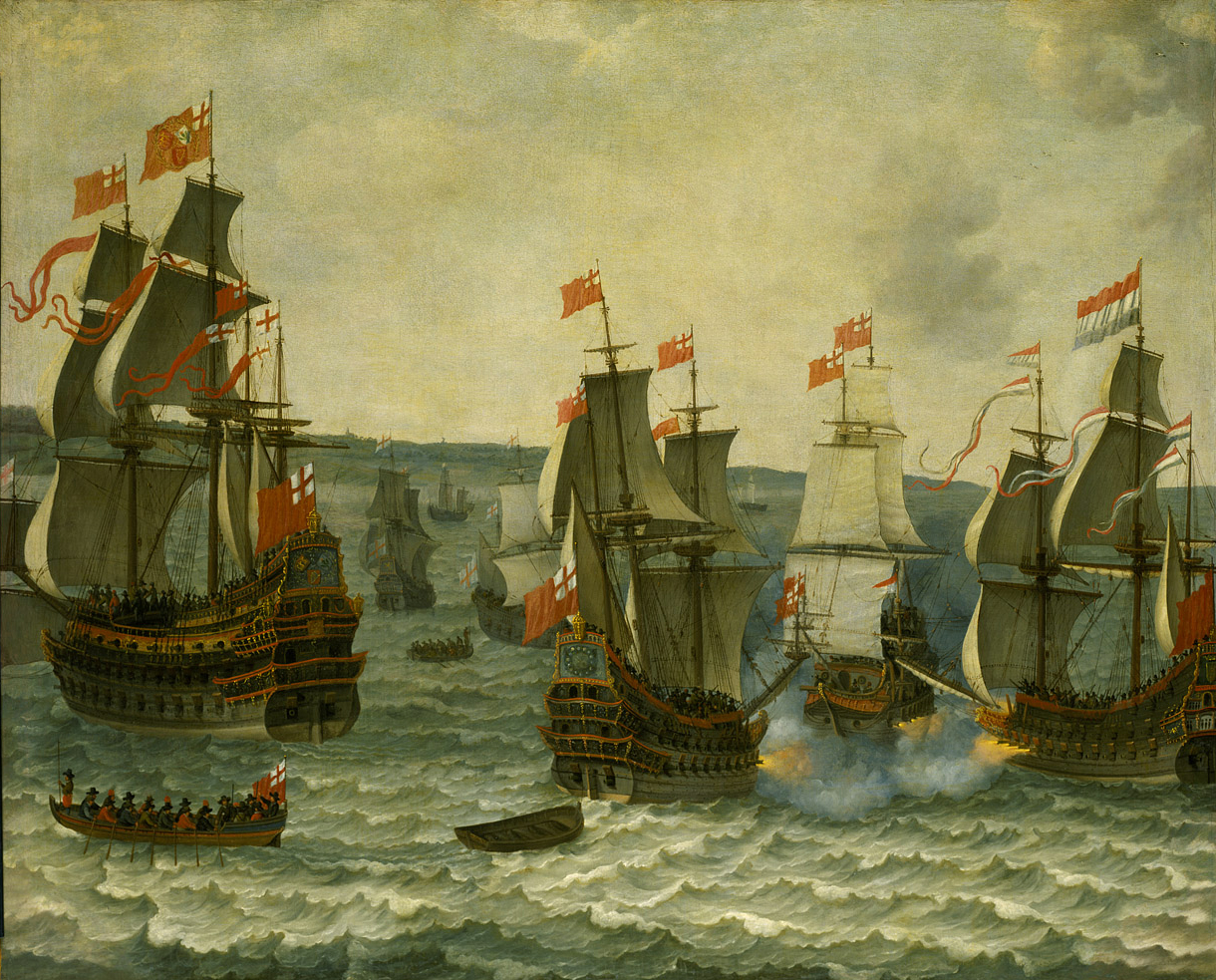
ケンティシュ・ノックの海戦
----
右に蘭船「ブレダローデ」と英船「リソリューション」の決闘、左には巨大な英戦列艦「ソブリン・オブ・ザ・シーズ」が描かれている。アブラハム・ウィラールツ画。

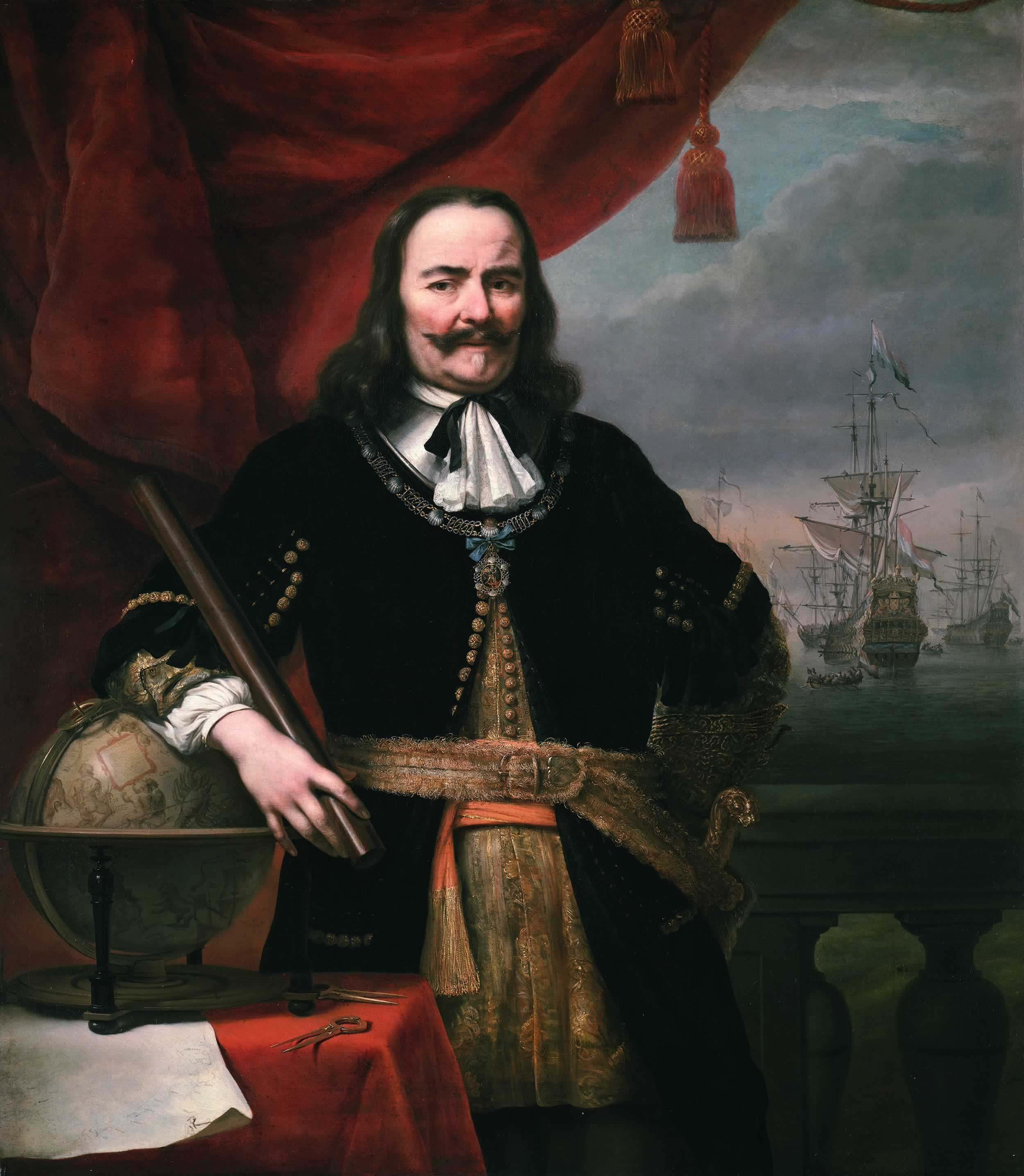
ミヒール・デ・ロイテル

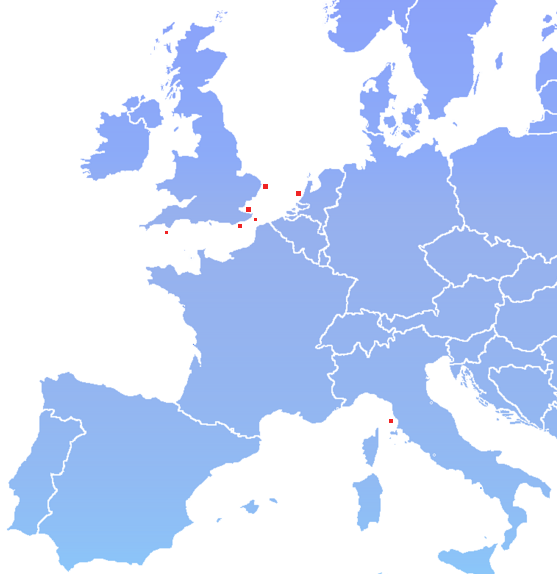
第一次英蘭戦争の戦場

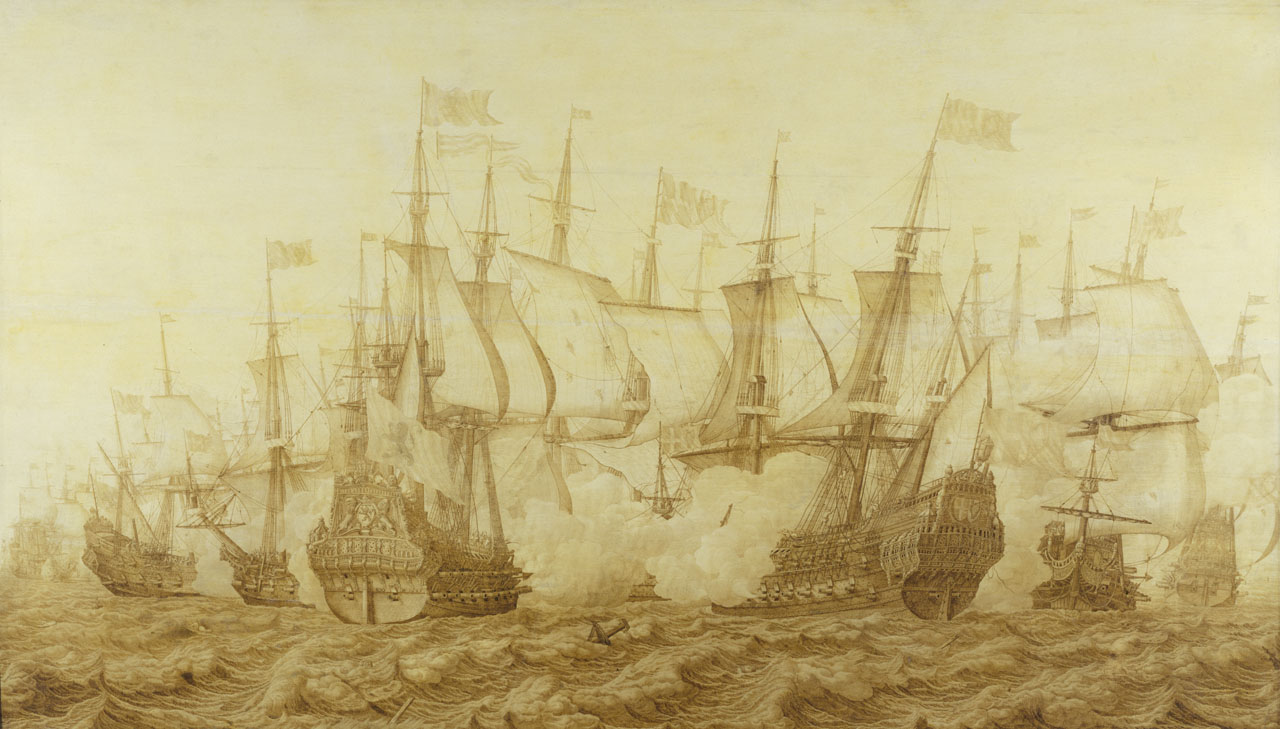
ガッバードの海戦（1653年6月12日）。
----
右に、オランダ旗艦「ブレダローデ」と英艦「リソリューション」（一時的に「プリンス・ロイヤル」と命名）の軍事行動が描かれる。Heerman Witmont画
。

戦争を防止する最後の必死の試みとして、オランダ連邦は彼らの最高の当局者である「大議長」のアドリアン・ポーをロンドンに派遣させたが、それは無駄に終わった。イングランドの要求はいっそう過激さを増し、みずから自尊感情をあらわさずには会見することができないくらい極端になっていた。戦争は1652年7月10日、イングランド議会によって宣言された。オランダの外交官は、何が死活問題になっているかを理解した。随行した大使の1人は言っている:「イングランド人たちは、金の山を攻撃している。われわれが攻撃しようとしているのは、鉄の山だ」と。ところが、オランダのオラニエ派はこの事態を歓迎していた。彼らは、勝利によらず敗北によらず、戦争が自らの勢力拡大につながるだろうと踏んでいたのである。
戦争の最初の数か月は、オランダ護送船団に対するイングランドの攻撃がみられた。ブレイクは、オランダ船の北海航行とバルト海方面での貿易を中断させるために60隻の船で派遣され、アイスキューとその小戦力とはイギリス海峡を守るため、同海域に残された。1652年7月12日、アイスキューはポルトガルから廻航してきたオランダ護送船を略取し、7隻の商船を拿捕して3隻を破壊した。オラニエ派の将帥としても知られるオランダのトロンプはアイスキューを攻撃するために96隻の船隊を集めたが、南風のため北海海域に留め置かれ、そこを動くことができなかった。トロンプ提督はブレイク追跡のため北へ転回し、シェトランド諸島沖でイングランド艦隊に追いついたものの、そこでは嵐が吹き荒れて彼の船が難破し、戦闘には至らなかった。1652年8月26日、アイスキューはヴァイス・コマンダー（Vice-commandeur）に任じられたミヒール・デ・ロイテルに指揮されたオランダ護送隊が外海へ向かおうとするのを攻撃したが、プリマス沖海戦で名将ロイテルに打ち負かされ、攻撃命令は取り消された。デ・ロイテルは、地中海以東へ向かう商船隊を援護してイギリス海峡を突っ切ることに成功した。
トロンプはシェトランドでの失敗ののち停職となり、ウィット・コルネリスゾーン・デ・ワイズ中将に指揮権が託された。オランダ護送隊はイングランドの攻撃から安全な状態を保っており、デ・ワイズは今こそ軍を集中させ、制海権を握る好機であるとみた。1652年10月8日のケンティッシュ・ノックの海戦において、オランダはテムズ川河口付近でイングランド艦を攻撃したが、反撃を受けて多数の死傷者を出した。イングランド議会は、オランダ軍の敗色濃厚とみて地中海海域での地位を強化するため、20隻の船を送った。オランダ側が艦隊補強に向けてあらゆる努力を払っているあいだ、イングランドでは戦力が分割され、わずか42人の戦闘員が11月までにブレイクに預けられたのであった。12月のダンジェネス岬の海戦ではウィット・デ・ワイズから再び交代したトロンプ提督がイングランドを打ち破っただけでなく、イングランドは地中海艦隊の救援に向かうこともできなくなっていたために、1653年3月のイタリア沖でのリヴォルノ海戦での壊滅につながった。ブレークはテムズ川の河口に退却し、オランダは港湾でイングランド船を遮断することができ、イギリス海峡、北海および地中海の制海権を有した。この結果を受けて、クロムウェルは秘密裏にオランダ人たちと平和交渉するため、議会を説得させた。1653年2月、アドリアン・ポーが好意的な反応を示し、オランダ連邦政府からは、平和合意に到達したい旨の真摯な願望をつづった書簡が送られた。
いくつかの成功があったにもかかわらず、オランダ連邦は長引く海戦を継続することができなかった。兵員の強制徴募が禁じられていたため、水夫を十分に引き付けるに足りるだけの給与支払いが巨額な出費となっていたからである。イングランドの私掠船はオランダ船に深刻なダメージをあたえた。オランダはその全植民地を守ることができず、オランダ領ブラジルがポルトガルによって再征服されるのを黙認せざるをえなかった。
政治家たちは両国の対立を終わらせるべく行動し、戦争終結は目前にせまっていたが、戦争にはそれとはまた別の、独自の勢いがあった。1652年から翌年にかけての冬、イングランド人たちは自分たちの船を修理しながら、戦闘中の船の位置づけについて考察した。ロバート・ブレイクは航行と戦闘の指示書を著している。これは、従来の海戦戦術を徹底的に見直したものであり、単縦陣についての説明としては公式には世界初となるものを含んでいた。1653年2月までにはイングランド人たちは挑戦の準備が整っており、3月には3日間にわたるポートランドの海戦でオランダ勢力を海峡から完全に追い払い、致命的打撃をあたえた。この戦勝はイングランドにおける平和への希求の突然の終わりを意味した。3月18日、スターテン・ヘネラールはイングランド議会に詳細な和平提案を送ったが、その答えは4月11日になってからようやく送られ、しかも前年6月にアドリアン・ポーに待ちぼうけを食わせたのと同じ要求を繰り返しただけのものであった。イングランド側からすれば、交渉以前にオランダの和平案を受け入れることは交渉の開始を意味していた。オランダ議会（スターテン・ヘネラール）はイングランドからの返答を無視し、4月30日に中立国で交渉を開始するよう求めた。5月23日、クロムウェルは戦前に開会されたランプ議会を解散し、6月5日にスターテン・ヘネラールによってロンドン派遣の決まったオランダ使節を迎えようとした。
その間、イングランド海軍は北海の制海権を握るため、6月のガッバードの海戦 における3日間の戦闘でオランダの背後をたたき、オランダ船を母港に退去させたうえで海上封鎖を開始した。南部ネーデルランド（ベルギー）のニーウポールト沖で戦われたこの戦闘は史上まれにみる激戦であった。そして、イングランド艦隊による海上封鎖は、ただちにオランダ経済の崩壊ないし飢餓という事態さえ招きかねないものであった。オランダ人たちは、バルト海（中東欧）方面からの小麦とライ麦の定期的な供給が滞ったことで都市に密集する住民を養うことができなくなり、農産物価格が急騰したため、貧しい人びとは食糧をすぐに購入することができなくなってしまった。

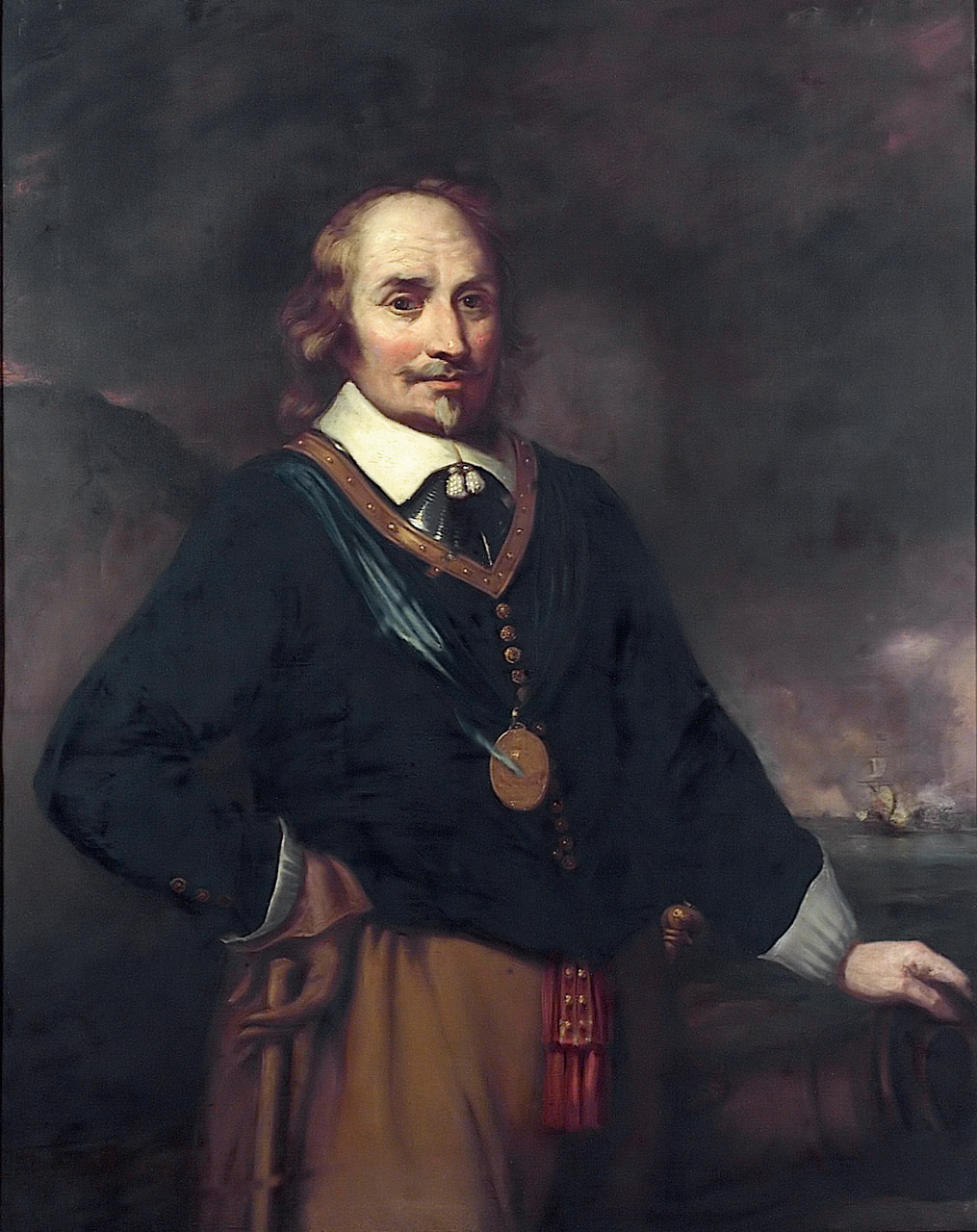
スヘフェニンゲンの戦いで戦死したマールテン・トロンプ

この戦争最後の戦いは8月のスヘフェニンゲンの海戦（テル・ヘイデの海戦）であったが、これは双方にとって代償の大きな戦闘となった。オランダ人たちはイングランドによる海上封鎖を解こうと必死になって戦い、互いに大きな犠牲をともなう激しい戦いの結果、敗れたオランダ人はテセル島に退却した。しかし、イングランド側もまた、封鎖を断念しなければならなくなった。名将として人望の厚かったマールテン・トロンプ提督はこの海戦の初期に戦死したが、これはオランダ側の士気にとって大きな打撃となり、人びとに厭戦気分を浸透させた。そして、似たような感情はイングランド側でも巻き起こったのである。戦争によって多くの人びとが豊かになった（戦争中、オランダが得た利益は1,200隻の商船ないし商人艦隊全体の8%であり、イングランドにおける無傷の外洋航行可能商船全体の倍に相当する）ものの、取引は全体としておおいに損なわれた。クロムウエルは、2つのプロテスタント国家が自身の始めたこの無用な戦いによってともに消耗しきっていることに自ら憤慨していた。その間、カトリックの国スペインは利益を得ていただけになおさらであった。彼は、6月下旬にロンドンに派遣された4人のオランダ人使節と真剣に交渉を始めることを決定した。和平交渉は1653年9月からロンドンで始まった。双方の敵意は、和平の締結ころまでにはほとんど無くなっていた。

## 戦争の結果と影響

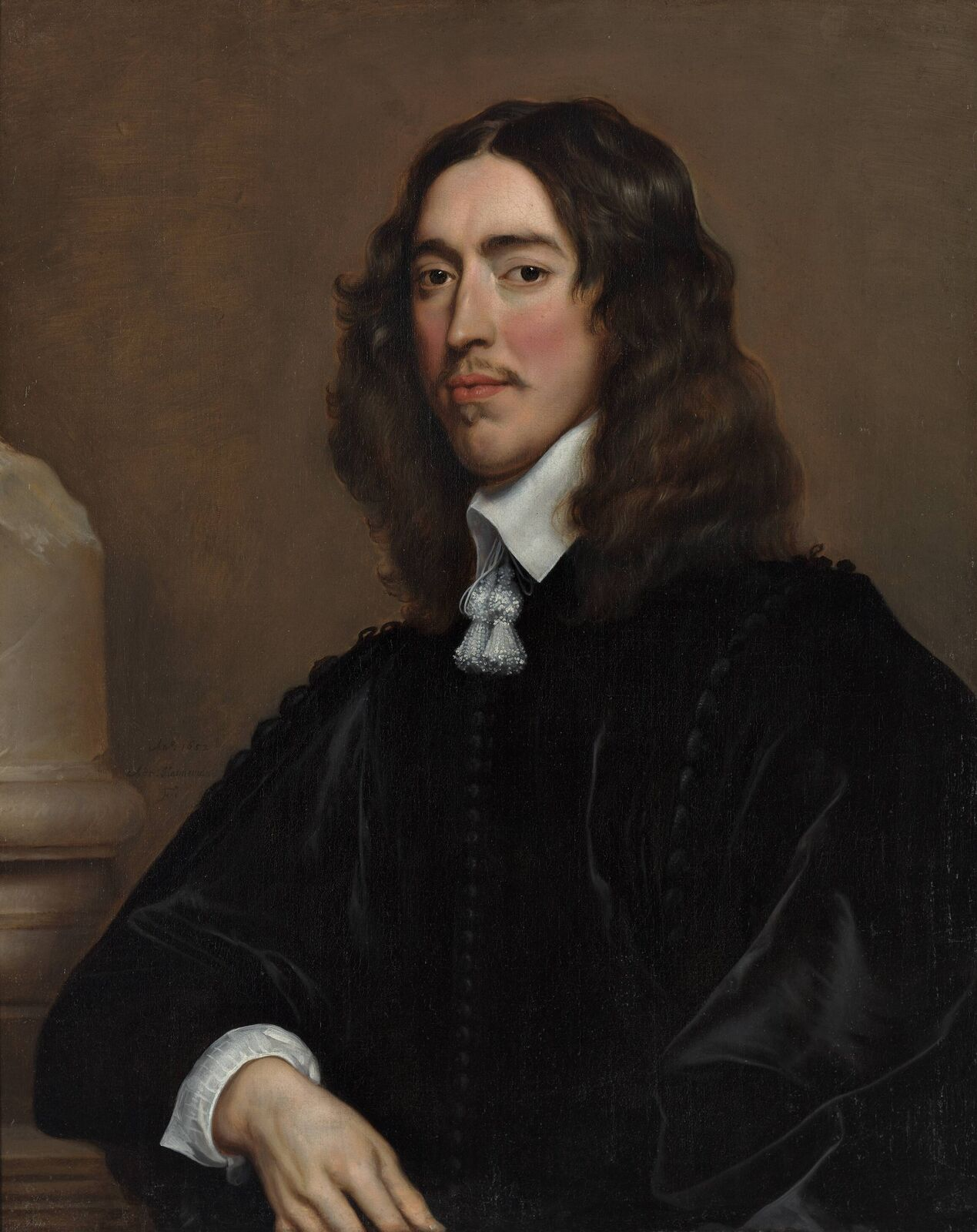
20年間にわたり「オランダ黄金時代」を指導した敏腕政治家ヨハン・デ・ウィット
----
アドリアン・ハンネマン画

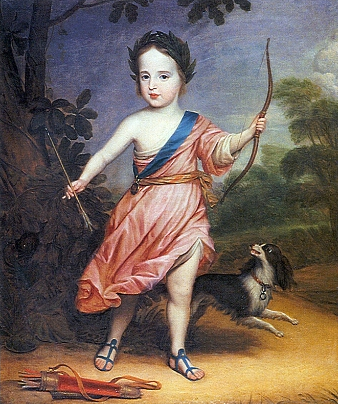
のちにオランダ総督、名誉革命後はイングランドの統治者となったウィレム（ウィリアム）3世は1654年4月当時まだ3歳の幼児であった。

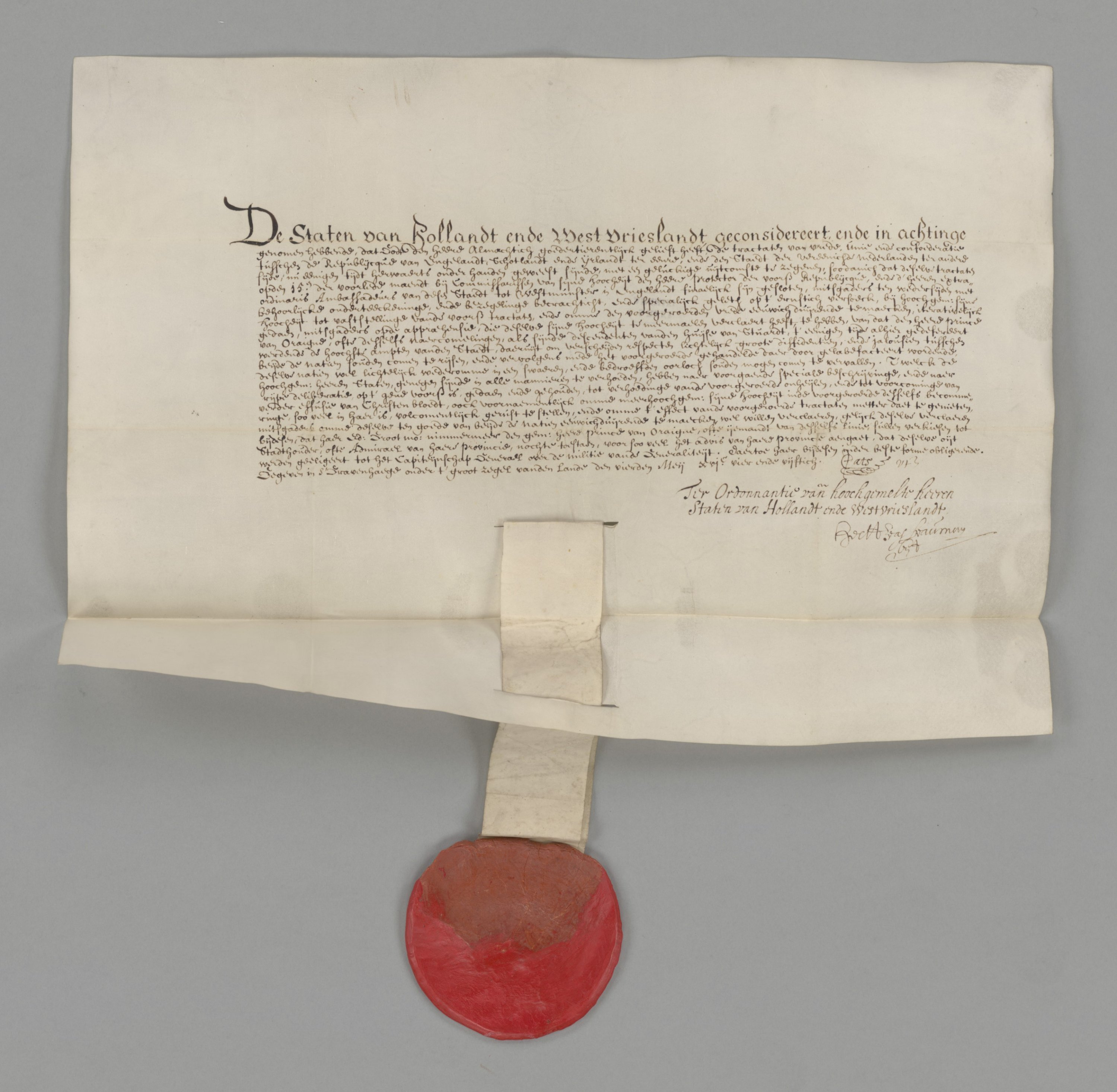
ウェストミンスター条約「排除令」

この戦争は、イングランド・オランダ両国の政治的思惑の懸隔もさることながら、両国の海運業や貿易における経済的利害の対立がいかに大きく、深刻なものであったかを何よりも物語るものであった。
イングランド護国卿オリヴァー・クロムウェルは再び、彼の当初の計画であった英蘭2国間の政治同盟を提唱したが、この申し出は10月21日にスターテン・ヘネラール（オランダ議会）によって拒絶された。それは、オランダ人たちがコモンウェルス（イングランド連邦）に加わる、ほんのわずかな傾向さえ持たないとクロムウェルがようやく理解したほど断固としたものであった。ついで、ハーグ派遣のイングランド代表団が2年前におこなった議論を繰り返し、スペインに対抗する軍事同盟を提案し、イスパノ・アメリカ、すなわちスペインの支配するアメリカ大陸各地の征服においてオランダが援助することと引き換えに航海条例の廃止を申し出た。これもまた拒絶された。結局、両国の懸案であったはずの航海条例は依然効力を発しつづけたことになる。
この結果を受けてクロムウェルは少し悩みながらも27条項にわたる提案をおこなった。ただし、そのうちの2項目はオランダ人たちからすれば、まったく受け入れがたいものであった。1つはオランダ国内のすべての王党派を追い出さなければならないことであり、もう1つはオランダの同盟国であるデンマークをスウェーデンと王国の戦いにおいて見捨てなければならないことであった。結局クロムウェルは降参するよりほかなかった。1654年4月15日、ウェストミンスター条約が調印されて平和が宣言され、4月22日にはスターテン・ヘネラールが、4月29日にはクロムウェルが、これを承認した。この条約は秘密の付帯条項として「排除令」をともなっており、それは最後のオランダ総督ウィレム2世の息子ウィレム3世（のちにイングランド王となるウィリアム3世）が、亡き父の位（オランダ総督）に就くのを禁ずるというものであった。この条項は、明らかにオラニエ派を恐れるクロムウェルの要求を踏まえたものであり、おそらくはオランダ共和派の主要な政治家で、1653年7月に新しく「大議長」となった若きヨハン・デ・ウィットとその叔父であるコルネリス・デ・グラーフのひそやかな願望でもあったために挿入されたものと考えられる。
なお、オランダは以後イギリス海峡において英国旗に対し敬意をあらわすことを約束し、また、1623年にアンボイナ島（モルッカ諸島）で起こったアンボイナ事件についてもオランダ側が譲歩し、オランダ政府が8万5000ポンドの賠償金をイングランドに支払うことで決着が図られた。
しかしながら、2国間の商業的なライバル関係は解消されなかった。特に、彼らの新興海外植民地ではオランダとイングランドが貿易会社が軍艦と兵員を自前で所有しており、両者間の交戦がつづいた。オランダは、ケンティッシュ・ノックとスヘフェニンゲンで失った明白な船舶の不足を補う戦列艦の建造計画に着手した。このとき海軍本部は、法律によってこれら60隻の新しい船の売却を禁じられている。
クロムウェルはオランダとの講和が成立すると、彼が宿敵とみなしたスペインへの攻撃を開始し、翌1655年5月にはジャマイカを占領した。この戦争（英西戦争）はイングランド王政復古の1660年までつづいた。